# Autobahn

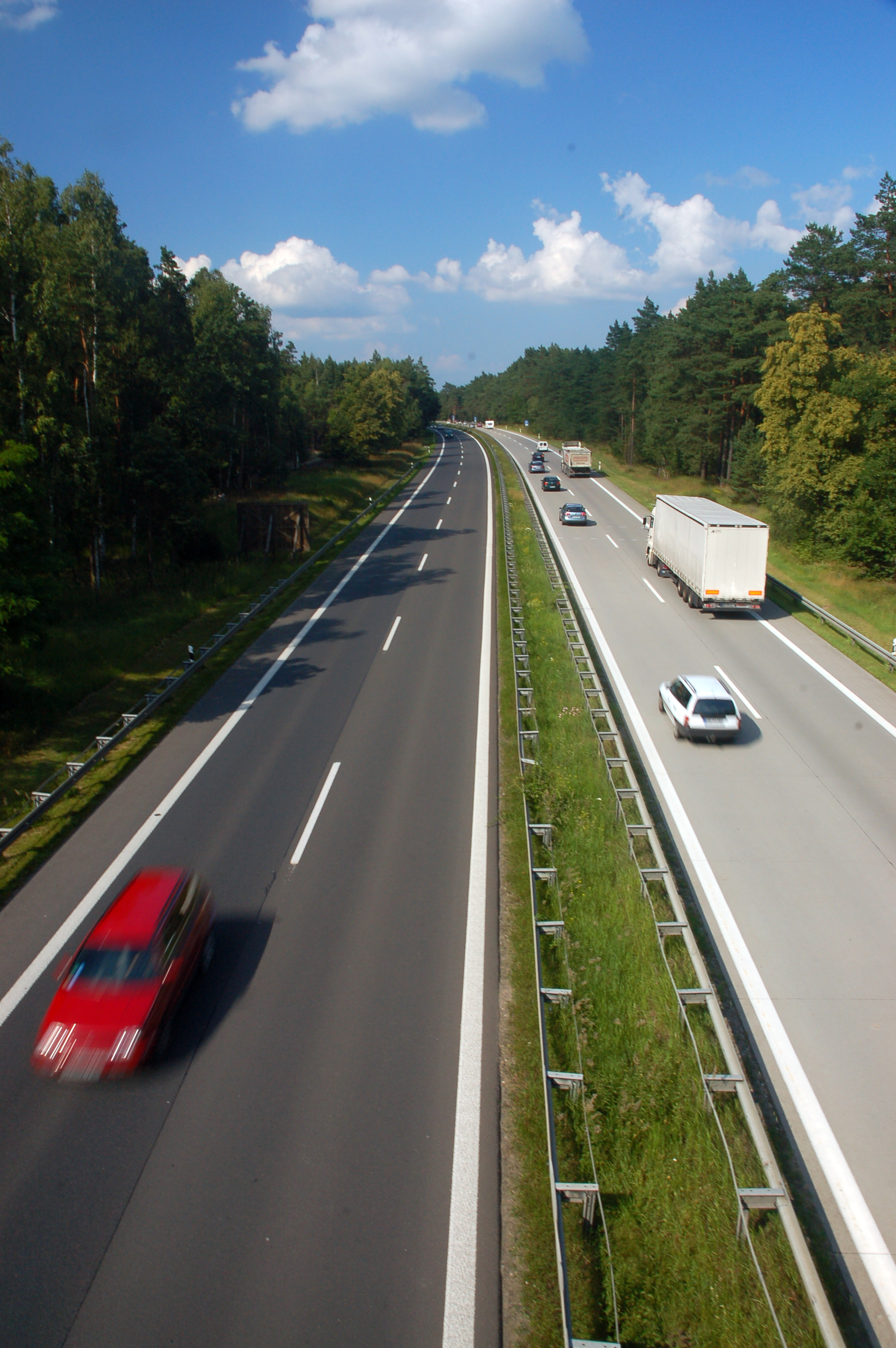
Trecho da A 11 em Brandemburgo, em 2009.

Autobahn (pronúncia alemã: ˈɔːtə(ʊ)bɑːn  ouça) é o sistema rodoviário federal de acesso controlado da Alemanha. O termo alemão oficial é Bundesautobahn (plural Bundesautobahnen, BAB abreviado), que se traduz como "autoestradas federais". A construção da primeira autobahn, o trecho que liga Colônia e Bonn, começou em 1929; a abertura para o público ocorreu em 1932, no ano anterior à nomeação de Adolf Hitler como chanceler da Alemanha.
Legalmente, as autobahns não têm limites de velocidades para algumas classes de veículos. No entanto, limitações são impostas (e executadas) em áreas urbanizadas, propensas a acidentes ou em construção. Em caso de mau tempo, os limites de velocidades são impostos e frequentemente fiscalizados. Em trechos sem restrições de velocidade, aplica-se um limite recomendado (em alemão: Richtgeschwindigkeit), não compulsório, de 130 km/h (81 mph). Embora não seja ilegal conduzir acima da velocidade recomendada em trechos sem restrições, há um aumento da responsabilidade em caso de acidente. Por isso, tribunais têm decidido que um "condutor ideal", isento de responsabilidade absoluta em ocorrências "inevitáveis" nos termos da lei, não excederia a Richtgeschwindigkeit.
De acordo com a estimativa de 2008 do Conselho Europeu de Segurança de Transportes (ETSC, na sigla em inglês), 52% da rede autobahn tinha apenas o limite de velocidade recomendado; 15% tinha limites temporários por causa das condições meteorológicas ou de trânsito; e 33% tinha limites permanentes.
Em julho de 2017, o sistema Autobahn da Alemanha tinha um comprimento total de 12 996 km (8 075 mi), o que o colocava entre os mais densos e longos do mundo. Sistemas mais longos podiam ser encontrados, no mesmo ano, na China, com cerca de 136 000 km (84 817 mi), nos Estados Unidos, com mais de 74 000 km (45 981 mi) e na Espanha, com 14 701 km (9 135 mi). Em 2016, o Brasil tinha cerca de 14 000 km (8 699 mi) de autoestradas, e outros 1,3 mil km (808 mi) em duplicação e/ou construção. Portugal, por sua vez, apresentava uma extensão de cerca de 3 100 km (1 926 mi) de autoestradas no mesmo período.

## Terminologia
Autobahn (plural Autobahnen) é um termo alemão originado na década de 1930 que significa Auto 'automóvel' + Bahn 'caminho, percurso' ou 'autoestrada, rodovia'. O termo foi criado por Robert Otzen, um engenheiro de infraestrutura alemão, ex-presidente da "Associação para a Preparação da Rodovia Cidades Hanseáticas-Frankfurt-Basileia" (em alemão: Vereins zur Vorbereitung der Autostraße Hansestädte–Frankfurt–Basel, HaFraBa abreviado) e um dos ex-chefes da "Associação de Pesquisa para Estradas de Automóveis" (Stufa, acrônimo alemão), um grupo de lobby da indústria automobilística.

## Nomes
São chamadas de Bundesautobahn apenas as rodovias federais construídas com determinados padrões, incluindo, pelo menos, duas faixas por sentido, previstas para o tráfego de alta velocidade de veículos a motor, com faixas de rodagem separadas para a direção do tráfego, equipadas com pontos de conexão especiais para entrada e saída das rodovias (pistas de aceleração e desaceleração, respectivamente). Elas têm sinais e sistemas de numeração de trânsito próprios.
Na década de 30, quando começou a construção do sistema, o nome oficial era Reichsautobahn. Atualmente, existem no país várias outras rodovias de acesso controlado (Bundesstraße, no nível federal, e Landesstraße, no estadual), além das distritais e municipais, mas não fazem parte da rede Autobahn e são oficialmente designadas por Kraftfahrstraße (com raras exceções, como a A 995, que liga Munique, Giesing e Brunntal). Essas rodovias são consideradas autobahnähnlich (similares às autobahns) e às vezes são coloquialmente chamadas de Gelbe Autobahn (Autobahns Amarelas) porque a maioria delas é Bundesstraßen (rodovias federais) com sinais amarelos.

## Construção

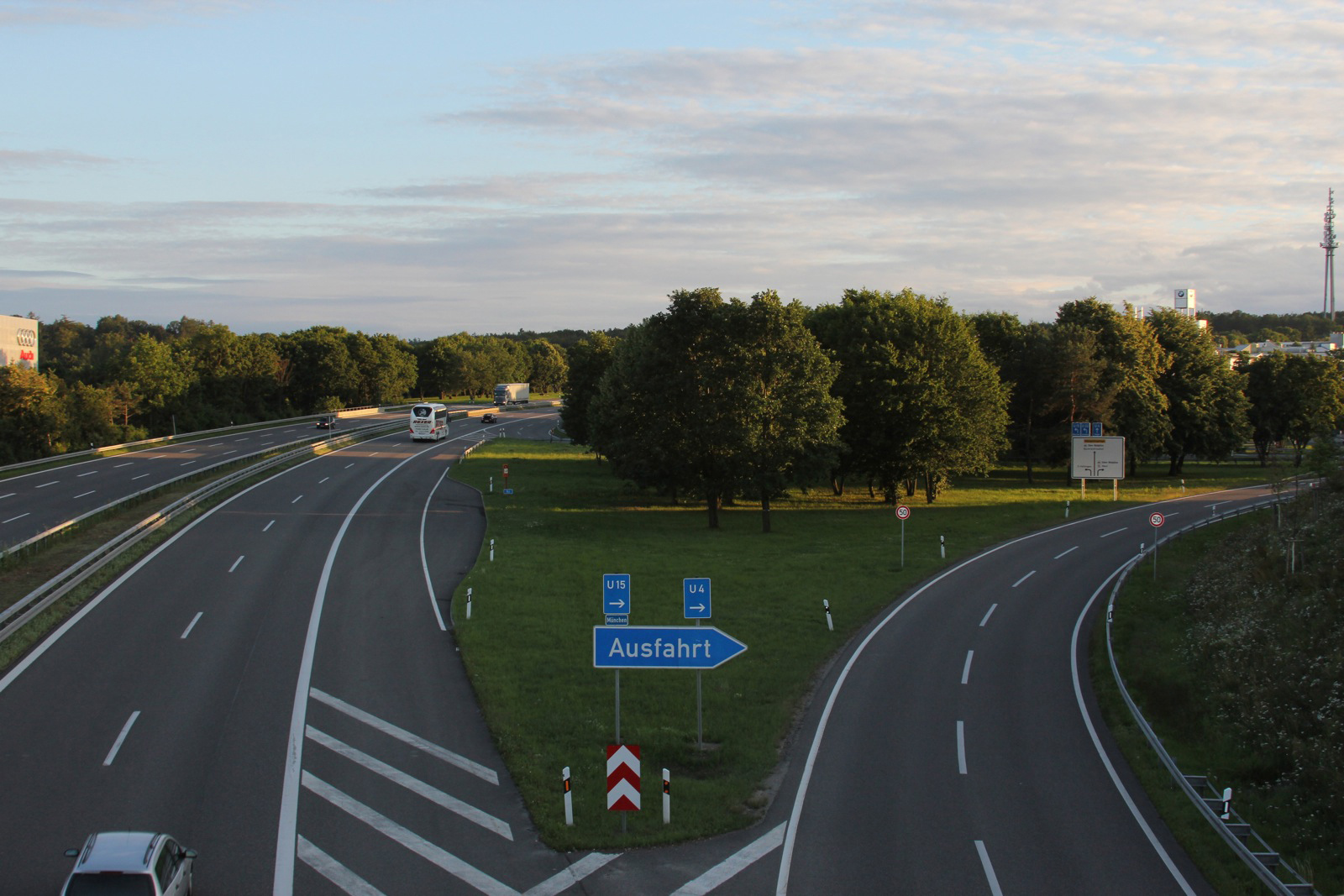
Trecho da A 831 próximo à Stuttgart-Vaihingen. Na placa, a sinalização de "Saída" da Autobahn (em alemão: Ausfahrt).

Similares às autoestradas de alta velocidade em outros países, as autobahns têm pelo menos duas faixas de tráfego em cada sentido, com inclinações de 4% ou menos, separadas por uma barreira central com junções de diferentes níveis. Possuem ainda acesso restrito para veículos a motor que atingem no mínimo 60 km/h (37 mph). Todas as saídas das rodovias são para a direita e possuem acostamentos com cerca de 60 centímetros (24 polegadas) de largura, construídos com materiais variados. Em muitas autoestradas, os acostamentos foram reconstruídos com cerca de 120 centímetros (47 polegadas) de largura, ao se perceber que era preciso um espaço adicional de segurança para os veículos.
Nos anos do pós-guerra, as autobahns receberam uma camada mais grossa de asfalto e concreto, além da pavimentação dos acostamentos. Na época, a velocidade máxima permitida era a de aproximadamente 160 km/h (99 mph) em regiões planas, e velocidades menores eram usadas em terrenos montanhosos. Os projetos das autobahns foram idealizados para atenderem os padrões durante o período nazista, podendo suportar velocidades de até 150 km/h (93 mph) nas curvas.
O atual sistema de numeração das autobahns foi introduzido em 1974. Todas as rodovias são nomeadas usando a letra maiúscula A, o que simplesmente significa "Autobahn", seguida por um número (por exemplo, a A 8). As principais rodovias que atendem todo o território nacional da Alemanha têm um único dígito numérico. As autobahns mais curtas, de importância regional (por exemplo, a ligação entre duas grandes cidades ou regiões), têm um número de dois dígitos (por exemplo, a A 24, que liga Berlim e Hamburgo). O sistema é como se segue:

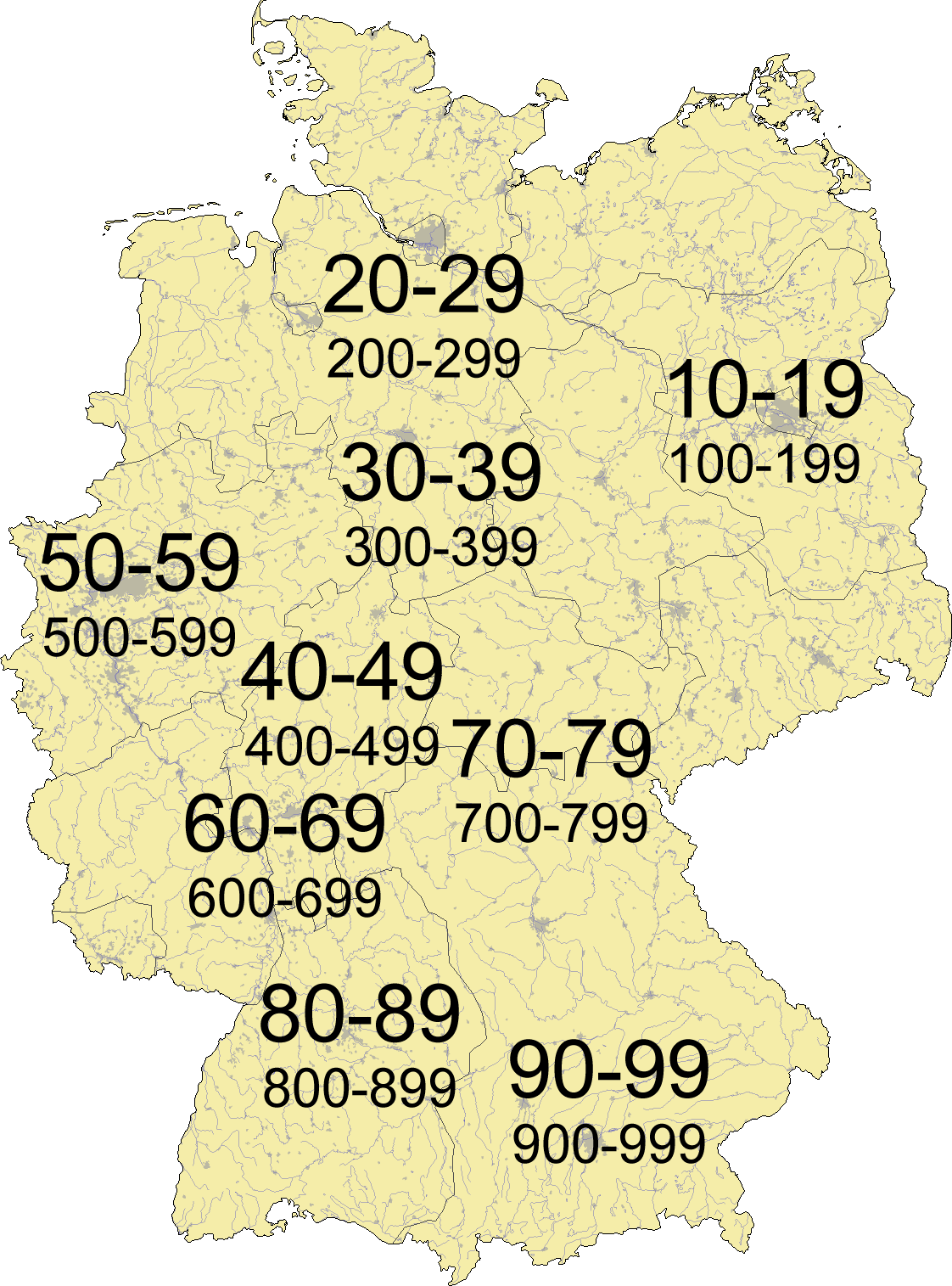
Mapa esquemático da localização das Autobahns, com numerações de 10 a 999.

- A 10 a A 19, em Berlim, Brandemburgo, Saxônia, Alta Saxônia e Mecklemburgo-Pomerânia Ocidental;
- A 20 a A 29, ao norte do país;
- A 30 a A 39, na Baixa Saxônia, Renânia do Norte-Vestfália e, em menor medida, na Turíngia, Saxônia e Alta Saxônia;
- A 40 a A 49, em Rhine-Ruhr e Frankfurt Rhine-Main;
- A 50 a A 59, na Região Baixa de Rhine e Colônia;
- A 60 a A 69, em Renânia-Palatinado, Sarre e no sul de Hesse;
- A 70 a A 79, em Francônia, Turíngia e Saxônia;
- A 80 a A 89, em Baden-Württemberg; e
- A 90 a A 99, em Altbayern e na região do Lago de Constança.

Existem também algumas autobahns mais curtas construídas apenas para o tráfego local (por exemplo, os anéis viários ou a A 555, que liga Colônia e Bonn), geralmente identificadas por três dígitos. O primeiro dígito é semelhante ao sistema descrito acima, de acordo com a região. As rotas de leste-oeste são sempre de número pares, e as de norte-sul sempre ímpares.
As autoestradas norte-sul são geralmente numeradas com números ímpares de oeste para leste, isto é, as estradas mais orientais têm números mais altos. Da mesma forma, as rotas leste-oeste são numeradas usando até mesmo números de norte (números inferiores) para sul (números mais elevados).

## História

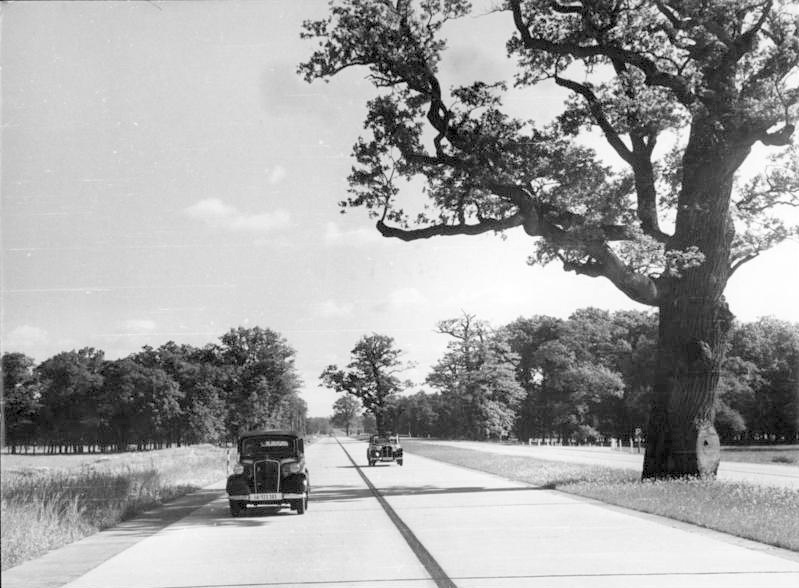
A antiga estrada Reichsautobahn que ligava Berlim e Munique, numa planície de Dessau em junho de 1939.

A ideia para a construção das primeiras autoestradas foi concebida pela primeira vez no final da década de 1910 por alguns cidadãos influentes e fãs de automóveis. As primeiras vias para automóveis começaram a ser construídas em 1913 e foram nomeadas de "Estradas de Trânsito e Testes de Automóveis" (AVUS, acrônimo alemão). Com o início da Primeira Guerra Mundial, as obras foram interrompidas, sendo que trechos melhores projetados não progrediram muito além da fase de planejamento em consequência de problemas econômicos e da falta de apoio político.
Após a guerra, e com a necessidade de reaver os projetos de mobilidade urbana, houve uma nova investida para a construção das autoestradas em meados da década de 20, durante a existência da República de Weimar. O projeto HaFraBa, da iniciativa privada, planejou vias que atravessavam a Alemanha a partir de Hamburgo, na região norte, via Frankfurt am Main, na região central, terminando na Basileia, Suíça. Partes do projeto HaFraBa foram concluídas no fim dos anos 30 e início dos 40, com o interrompimento das construções, natural e eventualmente, por causa da Segunda Guerra Mundial.
A primeira autoestrada pública desse tipo foi concluída em 6 de agosto de 1932, um trecho com cerca de 20 km (12 mi) que ligava as cidades de Colônia e Bonn, aberto por Konrad Adenauer, na época prefeito (em alemão: Oberbürgermeister) de Colônia, membro do conselho administrativo do HaFraBa e futuro chanceler da Alemanha Ocidental. O trecho foi construído com quatro pistas e tinha 12 metros de largura. Duas pistas foram reservadas para cada direção, com o acréscimo de 2 metros em cada lado para os acostamentos. Para a política de tráfego daquela época, a construção de uma via de quatro pistas era um conceito muito inovador, sendo que essa demanda foi justificada com o argumento de que a segunda faixa de cada sentido seria utilizada para ultrapassagens, uma vez que os caminhões fluíam a uma média de 40 km/h (25 mph), e, portanto, levavam a um volume de tráfego muito lento. Atualmente, essa estrada é a A 555, mas na época ainda não era uma Autobahn, mas uma Kraftfahrstraße (estrada de veículo a motor). O trecho secundário que ligava as cidades de Bonn, Colônia e Düsseldorf foi considerado o mais movimentado da Alemanha na época, com um volume de tráfego superior a 1 800 veículos por hora.

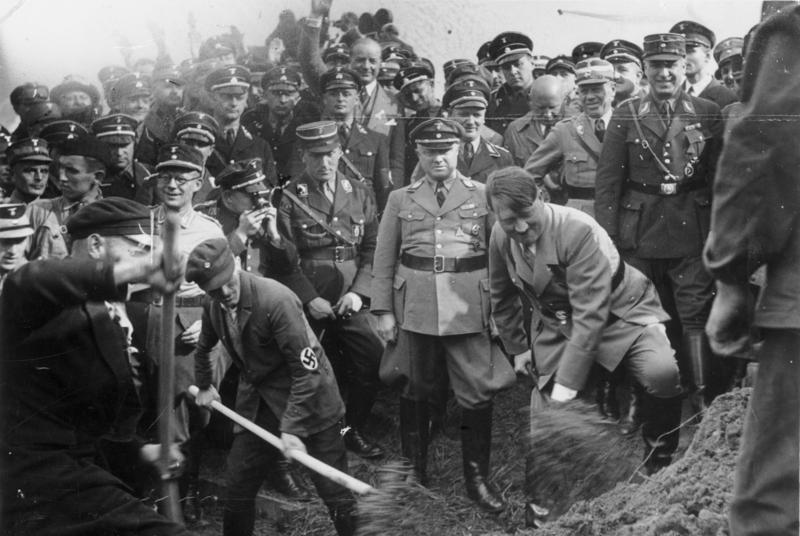
Adolf Hitler carregando terra durante cerimonial de inauguração das obras da Reichsautobahn; atrás dele, à direita, Fritz Todt.

Poucos dias após a ocupação nazista de 1933, Adolf Hitler aceitou entusiasticamente um ambicioso projeto de construção da Autobahn, nomeando Fritz Todt, o Inspetor-Geral para Construção de Estradas da Alemanha, para liderar o planejamento, sendo a execução do projeto realizada pelos arquitetos alemães Alwin Seifert e Paul Bonatz. Nessa época, as propagandas de mobilidade urbana exerciam forte influência em todo o país, fazendo surgir a ideia do "carro do povo" (volkswagen, em alemão) ao enunciarem que as novas iniciativas não beneficiariam apenas os cidadãos ricos, mas a população em geral.
Em 1936, 130 mil trabalhadores foram empregados diretamente na construção, bem como um adicional de 270 mil na cadeia de fornecimento de equipamentos de construção, tais como aço, concreto, sinalização, equipamentos de manutenção, etc. Nas áreas rurais, novos campos para abrigar os trabalhadores foram construídos próximos às construções locais. Contudo, muitos dos trabalhadores adoeceram ou morreram nos canteiros de obras, sobretudo por causa de doenças e da miséria. Nos períodos de greves, vários líderes foram enviados para os campos de concentração.

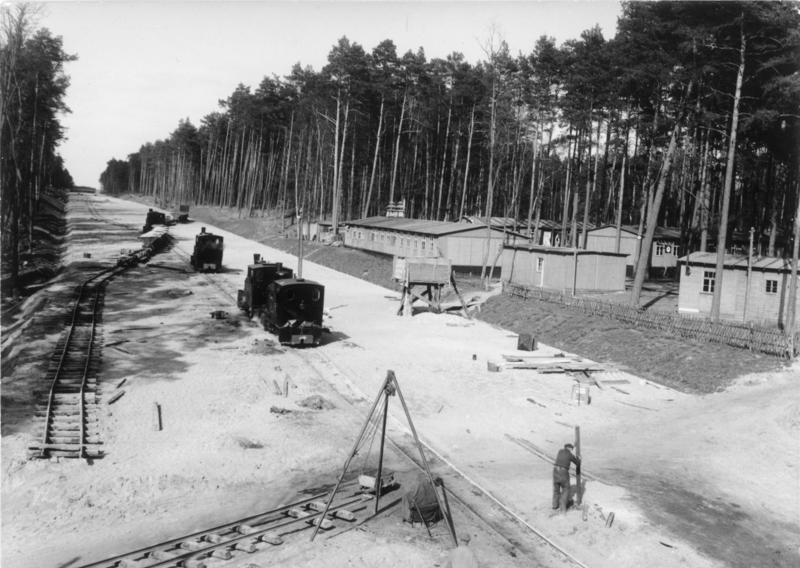
Construção da Reichsautobahn próxima à Berlim, em abril de 1936.

Contrariando o que muitas vezes se afirma, o programa de criação de empregos não era especialmente importante porque o pleno emprego foi quase alcançado até 1936. Além disso, a melhoria da infraestrutura nas rodovias não foi destinada principalmente para as ações das forças armadas. O seu valor militar foi limitado, pois as principais operações de transporte militar da Alemanha foram feitas por trem para economizar combustível. O Ministério da Propaganda tornou, entretanto, a construção das autoestradas um grande evento de mídia que atraiu atenção internacional.
As autobahns formaram o primeiro sistema rodoviário federal de acesso controlado, a maior rede de estradas de alta velocidade do mundo até então, com o primeiro trecho entre Frankfurt am Main e Darmstadt aberto em 1935. Esse local com longas retas foi utilizado para tentativas de obtenção de recordes de velocidade pelas equipes de corrida da Mercedes-Benz e Auto Union, até a ocorrência de um acidente fatal envolvendo o popular piloto de corridas alemão Bernd Rosemeyer, no início de 1938. O recorde mundial de 432 km/h (268 mph), obtido por Rudolf Caracciola nesse trecho, momentos antes do acidente de Rosemeyer, continua sendo uma das mais altas velocidades já alcançadas em uma estrada pública. Um trecho de quase 10 km (6 mi) do que é hoje a A 9 localizado ao sul de Dessau - o chamado Dessauer Rennstrecke - seria utilizado para tentativa de obtenção de recorde de velocidade pelo também piloto alemão Hans Stuck com a Mercedes-Benz T80, em janeiro de 1940, tendo esse período sido nomeado como a "semana de recordes" (em alemão: RekordWoche). Contudo, o evento foi cancelado por causa da eclosão da Segunda Guerra Mundial na Europa, quatro meses antes.

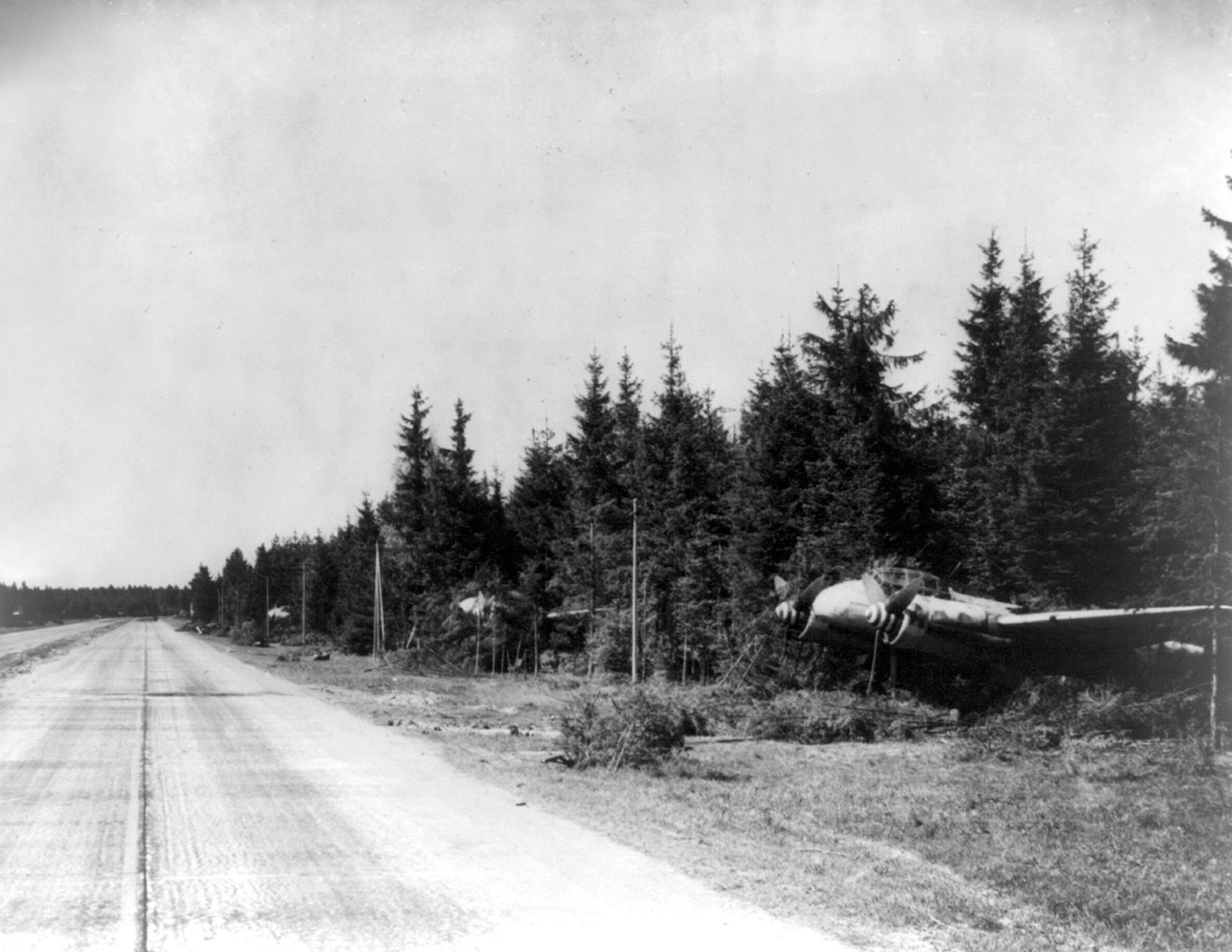
Aviões de guerra Junkers Ju 88 escondidos ao longo de trecho da autoestrada alemã, em 1945.

Durante a Segunda Guerra Mundial, as áreas geralmente reservadas para separação dos sentidos das estradas foram pavimentadas para permitir sua conversão em pistas auxiliares. Aeronaves foram escondidas em vários túneis ou camufladas nas matas próximas. No entanto, na maioria das vezes durante a guerra, as autoestradas não eram militarmente significativas. Os veículos a motor, como os caminhões, não podiam transportar mercadorias ou tropas com a mesma velocidade e capacidade dos trens, e as rodovias não suportavam o peso dos tanques de guerra, pois as esteiras desses veículos inevitavelmente danificavam a superfície das estradas.
A falta generalizada de gasolina na Alemanha durante a maior parte da guerra, bem como o baixo número de caminhões e automóveis necessários para o apoio direto das operações militares, diminuiu ainda mais a importância das autobahns. Como resultado, a maioria dos transportes militares e de cargas de valores econômicos foi realizada por via férrea. Após a guerra, inúmeros trechos das rodovias ficaram em mau estado, severamente danificados pelos bombardeios e pelas demolições militares. Além disso, milhares de quilômetros de rodovias permaneceram inacabados com a parada das atividades em 1943, em decorrência das crescentes demandas impostas pela guerra.
Na Alemanha Ocidental, a maioria das rodovias existentes foi reparada logo depois da guerra. Durante os anos 1950, o governo da região reiniciou o programa de construção das estradas, criando novos trechos e realizando melhorias nos já existentes. Contudo, levou-se mais tempo para finalizar os trechos incompletos do que para construir os novos, sendo que alguns locais foram abertos ao tráfego somente na década de 1980. Alguns trechos atingidos pela divisão do continente em 1945 só foram concluídos após a reunificação alemã, em 1990. Outros nunca foram finalizados, pois rotas mais vantajosas foram encontradas. Algumas dessas obras incompletas atualmente se intercalam com as paisagens locais, formando um tipo único de "ruína moderna", muitas vezes facilmente visível em fotos de satélite.

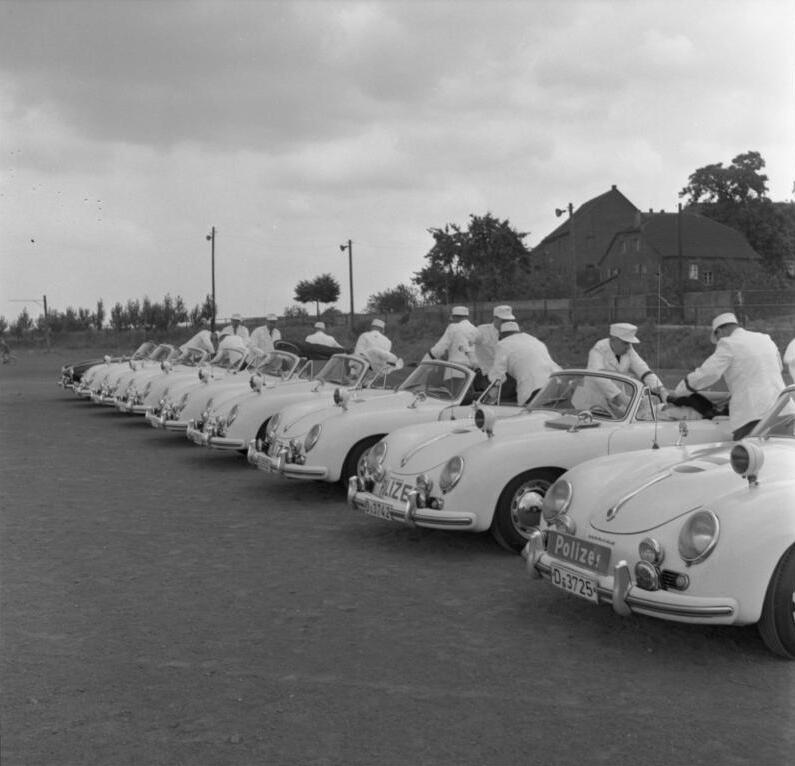
A força da polícia rodoviária (Autobahnpolizei) de Renânia do Norte-Vestfália colocada em demonstração para um grupo de policiais franceses, em junho de 1959.

As autoestradas da Alemanha Oriental foram negligenciadas em comparação com as da Alemanha Ocidental depois de 1945. As estradas das regiões orientais foram utilizadas principalmente para o tráfego militar e de máquinas agrícolas e de fabrico, de propriedade estatal. O limite de velocidade nas autoestradas dessa região era de 100 km/h (62 mph), mas limites mais baixos foram frequentemente verificados em razão das más condições das estradas. As velocidades nas autoestradas da Alemanha Oriental foram rigorosamente fiscalizadas pela Volkspolizei, cujos carros de patrulha eram frequentemente escondidos sob lonas de camuflagem à espera dos condutores infratores.
Os últimos quatro quilômetros da remanescente Reichsautobahn, um trecho da A 11 à nordeste de Berlim, próximo à cidade de Gartz, construído em 1936, está previsto para ser substituído nos próximos anos, pois as condições atuais da via são deploráveis, com construções inadequadas que pioram com o peso do tráfego, bem como com as condições do tempo.
Abaixo, gráfico de desenvolvimento do comprimento total da Autobahn no fim de cada ano:
|  |

Deve-se notar que, especialmente na década de 80, algumas rodovias foram "rebaixadas" para a categoria de estradas principais, sem mudanças estruturais, como a A 680, que se tornou a B 26. Portanto, o desenvolvimento da rede pode, por vezes, não ser equiparado com o surgimento de novas autoestradas.

### Em outros países

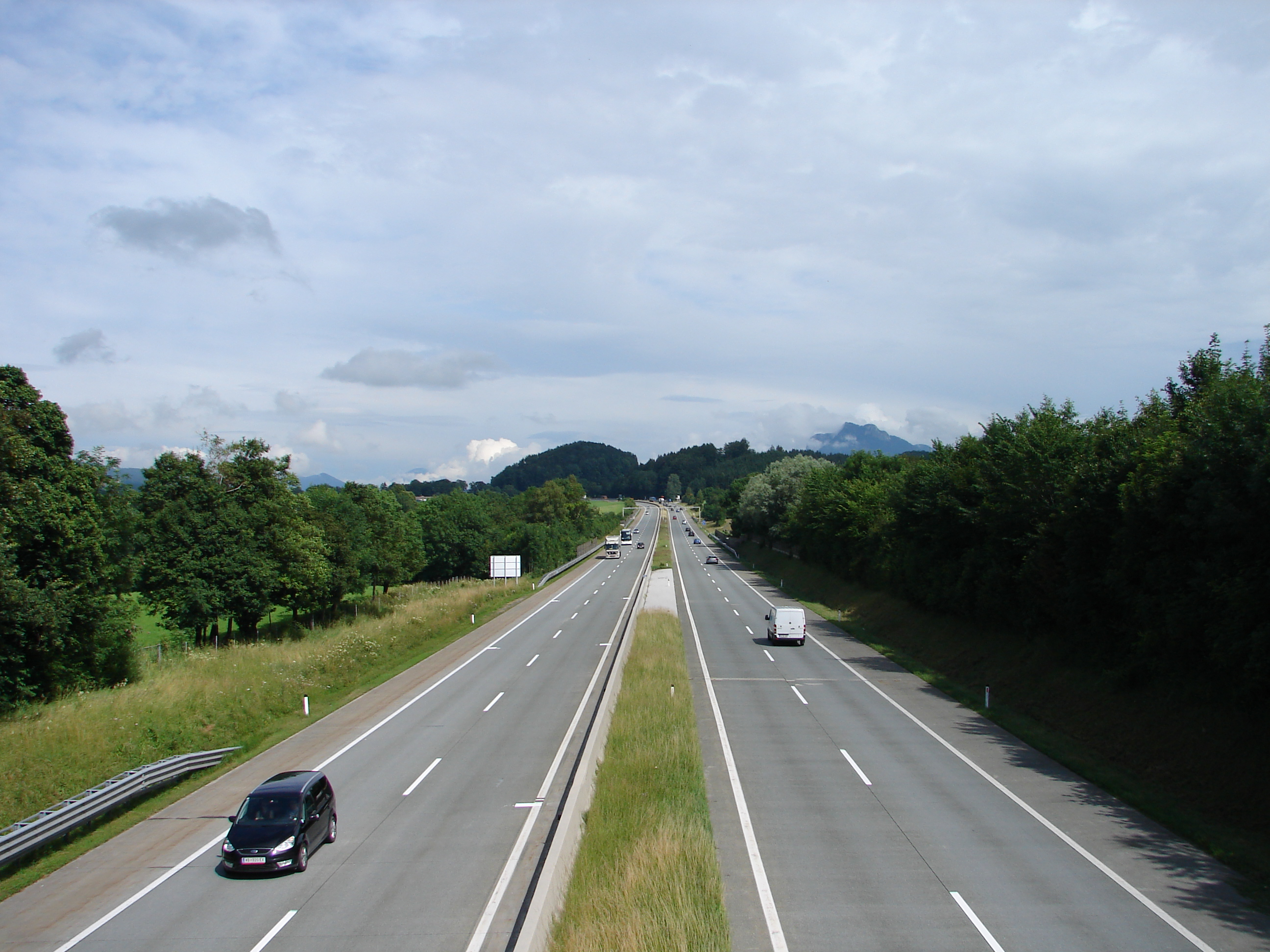
Trecho da Autobahn Oeste, também conhecida como A1, próximo à cidade de Eugendorf, Áustria.

A primeira autobahn da Áustria foi construída na região oeste que ligava o município de Wals-Siezenheim, nas imediações de Salzburgo, à Viena. A construção foi iniciada por ordem de Adolf Hitler, pouco tempo depois da anexação (em alemão: Anschluss) do país, em 1938. O trecho da Reichsautobahn 26 foi estendido a partir de Munique (atualmente a A 8), porém apenas 16,8 km (10,4 mi) da pista, incluindo a intersecção da Tauern Autobahn (A 10), foram abertos ao público, em 13 de setembro de 1941. Os trabalhos de construção foram interrompidos no ano seguinte e não foram retomados até 1955.
Há trechos do antigo sistema de estradas alemão (Reichsautobahn) nos antigos territórios do leste da Alemanha, isto é, na Prússia Oriental, na Transpomerânia e na Silésia. Esses territórios tornaram-se partes da Polônia e da União Soviética com a implementação da Linha Oder-Neisse, após a Segunda Guerra Mundial. Partes da autobahn entre Berlim e Königsberg, tanto quanto os trechos nos arredores de Estetino, foram concluídos em 27 de setembro de 1936. Após a guerra, esses locais foram incorporados à rede de autoestradas da Polônia (Autostrada A 6). O trecho situado na "Berlinka", à leste do antigo corredor polonês e da Cidade Livre de Danzig, foi inaugurado em 1938; hoje ele forma a via expressa polonesa S 22, que liga Elbląg até a fronteira russa de Oblast de Kaliningrado, onde é continuado pela estrada regional R516. Além disso, em 27 de setembro de 1936, um trecho de ligação entre Breslávia e Legnica, na região da Silésia, foi inaugurado, e hoje faz parte da Autostrada A 4 polonesa, a qual é seguida pela estrada Reichsautobahn 9 que liga Bolesławiec e Żagań, atualmente parte da Autostrada A 18 polonesa.
Após a ocupação alemã da Checoslováquia, a construção de uma autoestrada para ligação de Wrocław e Viena via Brno, na região do Protectorado de Boêmia e Morávia, foi iniciada em 1939, mas interrompida em 1942. O trecho da antiga estrada Strecke 88 perto de Brno, atualmente faz parte da via expressa R52 da República Tcheca.

## Sistema atual

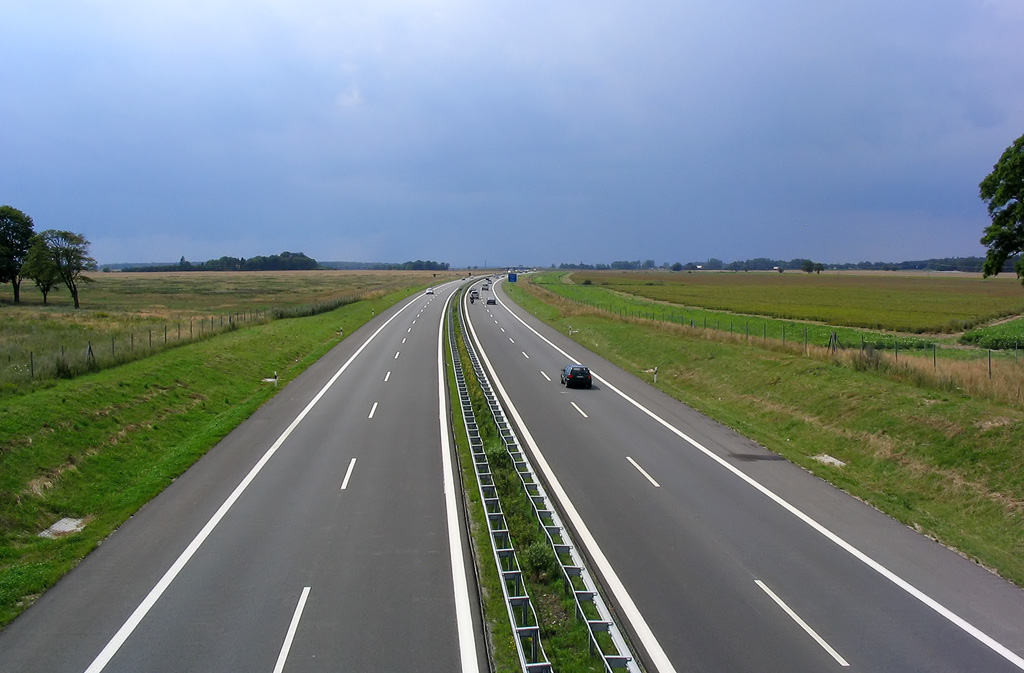
Trecho da A 20 em Lindholz com vista para Rostock, em 2004.

Em julho de 2017, a rede autobahn tinha um comprimento total de 12 996 km (8 075 mi). Embora represente apenas 6% de todas as estradas de longa distância no país, quase um terço do tráfego rodoviário total depende das autobahns.
A regra geral para o projeto das autobahns é fornecer fluxo de trânsito de alta velocidade e sem impedimentos. A maioria das autoestradas do país é moderna, contendo duas, três ou ocasionalmente quatro faixas por sentido, além da via de emergência (acostamento), com longas faixas de aceleração e desaceleração. As faixas nos trechos rurais têm geralmente 3,75 metros (12,3 pés) de largura, exceto a faixa esquerda dos novos segmentos de três pistas, que tem 3,5 metros (11,5 pés) de largura; em urbanizações, todas as faixas têm 3,5 metros (11,5 pés) de largura. Contudo, alguns trechos permanecem sem atualizações de segurança, com duas faixas de rodagem, sem faixa de emergência.
Em 2009, a Alemanha iniciou um projeto de alargamento e reabilitação das autoestradas, ampliando as pistas de muitas de suas principais vias arteriais, como a A 5, no sudoeste, e a A 8, no sentido leste-oeste. Estima-se que o custo de construção da autobahn seja de 15 a 20 milhões de euros por quilômetro.
Devido aos danos existentes na ponte do rio Reno baseada em Leverkusen, em trecho da A 1, a circulação de veículos de peso bruto superior a 3,5 toneladas, nessa ponte, encontra-se interditada. O cumprimento da proibição é realizado em ambos os sentidos por sistemas de controle de tráfego instalados no local. Com duas pistas além das faixas de emergência, essa ponte foi construída na década de 1960. Uma vez projetada para 40 mil veículos por dia, a ponte já atingiu mais de 120 mil veículos por dia, incluindo cerca de 14 mil caminhões.

### Desenvolvimento do sistema por estado
O sistema rodoviário federal da Alemanha está presente em todas as dezesseis repartições regionais (em alemão: Bundesländer) do país. Em julho de 2017, o estado da Baviera apresentava uma extensão de 2 515 km (1 563 mi) de autoestradas, o que representava a maior densidade de rodovias do país. A Renânia do Norte-Vestfália, com 2 223 km (1 381 mi), a Baixa Saxônia, com 1 444 km (897 mi) e Baden-Württemberg, com 1 054 km (655 mi), apresentavam malhas rodoviárias bem significativas.
| Estado                           | Extensão das autoestradas (km) |
| -------------------------------- | ------------------------------ |
| Baden-Württemberg                | 1 054                          |
| Baixa Saxônia                    | 1 444                          |
| Baviera                          | 2 515                          |
| Berlim                           | 77                             |
| Brandemburgo                     | 805                            |
| Bremen                           | 80                             |
| Hamburgo                         | 81                             |
| Hesse                            | 984                            |
| Mecklemburgo-Pomerânia Ocidental | 568                            |
| Renânia do Norte-Vestfália       | 2 223                          |
| Renânia-Palatinado               | 877                            |
| Sarre                            | 240                            |
| Saxônia                          | 567                            |
| Saxônia-Anhalt                   | 416                            |
| Schleswig-Holstein               | 544                            |
| Turíngia                         | 521                            |
| Total                            | 12 996                         |

### Autobahns urbanas
De modo geral, as rotas principais das autobahns evitam os núcleos metropolitanos. Por essa razão, trechos mais curtos fazem conexões entre as autoestradas e as cidades. Estes trechos são geralmente designados como "autobahns urbanas" (em alemão: Stadtautobahn) e são originalmente projetados com seis ou oito pistas, geralmente em desnível, com "interseções em diamante" menos espaçadas. Telefones de emergência e delineadores de tráfego não são comuns nesses trechos. Túneis, viadutos e barreiras de som são mais frequentes, e iluminação pública noturna muitas vezes é fornecida.

### Zonas de construção e de fechamento

Sinalização de desvio.

A manutenção e melhorias das autoestradas são frequentes e generalizadas. Em zonas de construção (em alemão: Baustelle), o protocolo padrão para grandes projetos é acionar um sistema de contra fluxo em que as faixas de ambas as direções são estreitadas e abarrotadas em um lado da Autobahn para que o outro lado possa ser trabalhado na sua totalidade. Tais situações são geralmente bem sinalizadas e os limites de velocidade geralmente são bastante reduzidos nessas áreas. No caso de um segmento da rodovia precisar ser fechado devido a um acidente ou outra emergência, os desvios provisórios orientam o tráfego ao redor da zona de fechamento. Uma placa azul com a letra branca "U" seguida de um número indica a rota de desvio para essa saída, que deve ser seguida nas estradas secundárias. Os números ímpares desta sinalização continuam em uma direção, e os números pares na direção oposta. Essas rotas costumam ser bastante úteis para contornar os congestionamentos.

### Volume do tráfego
A cada cinco anos, o Instituto Federal de Pesquisas Rodoviárias (Bundesanstalt für Straßenwesen - BASt, em alemão), sediado em Bergisch Gladbach, realiza uma contagem do tráfego rodoviário em todo o país. 2010 ultrapassou o desempenho em relação a 2005 em 1,2%. A rodovia mais movimentada é a A 100 em Berlim. Na tabela abaixo, dois trechos dessa rodovia aparecem com tráfego médio de mais de 170 mil veículos por dia. Na sequência, estão a A 3, no anel viário de Colônia (em alemão: Kölner Ringe), com 166 100 veículos por dia, e outro trecho da A 100 em Innsbrucker Platz, Berlim, com 162 900 veículos por dia.
| Autobahn | Trecho mais movimentado                                                  | Tráfego médio diário de veículos (TMDV) em 2010 |
| -------- | ------------------------------------------------------------------------ | ----------------------------------------------- |
| A 100    | de Dreieck Funkturm para Kurfürstendamm (Berlim)                         | 186 100                                         |
| A 100    | de Kurfürstendamm para Hohenzollerndamm (Berlim)                         | 171 400                                         |
| A 3      | de Kreuz Köln-Ost para Dreieck Köln-Heumar (Renânia do Norte-Vestfália)  | 166 100                                         |
| A 100    | de Innsbrucker Platz para Kreuz Schöneberg (Berlim)                      | 162 900                                         |
| A 100    | de Hohenzollerdamm para Schmargendorf (Berlim)                           | 159 800                                         |
| A 3      | de Kreuz Leverkusen para Leverkusen-Zentrum (Renânia do Norte-Vestfália) | 157 600                                         |
| A 3      | de Köln-Dellbrück para Kreuz Köln-Ost (Renânia do Norte-Vestfália)       | 157 100                                         |
| A 100    | de Kaiserdamm-Süd para Dreieck Funkturm (Berlim)                         | 151 300                                         |
| A 3      | de Frankfurt-Süd para Offenbacher Kreuz (Hesse)                          | 150 700                                         |
| A 3      | de Leverkusen-Zentrum para Köln-Mülheim (Renânia do Norte-Vestfália)     | 150 500                                         |

O método do estudo fornece características diferenciadas para descrever a estrutura de tráfego, incluindo a distribuição diária do tempo, o tráfego aos fins de semana e nas férias e a proporção de tráfego pesado. Além disso, esses dados formam a base para realização do planejamento de tráfego, análises de segurança e cálculos de emissões.

### Túneis e pontes

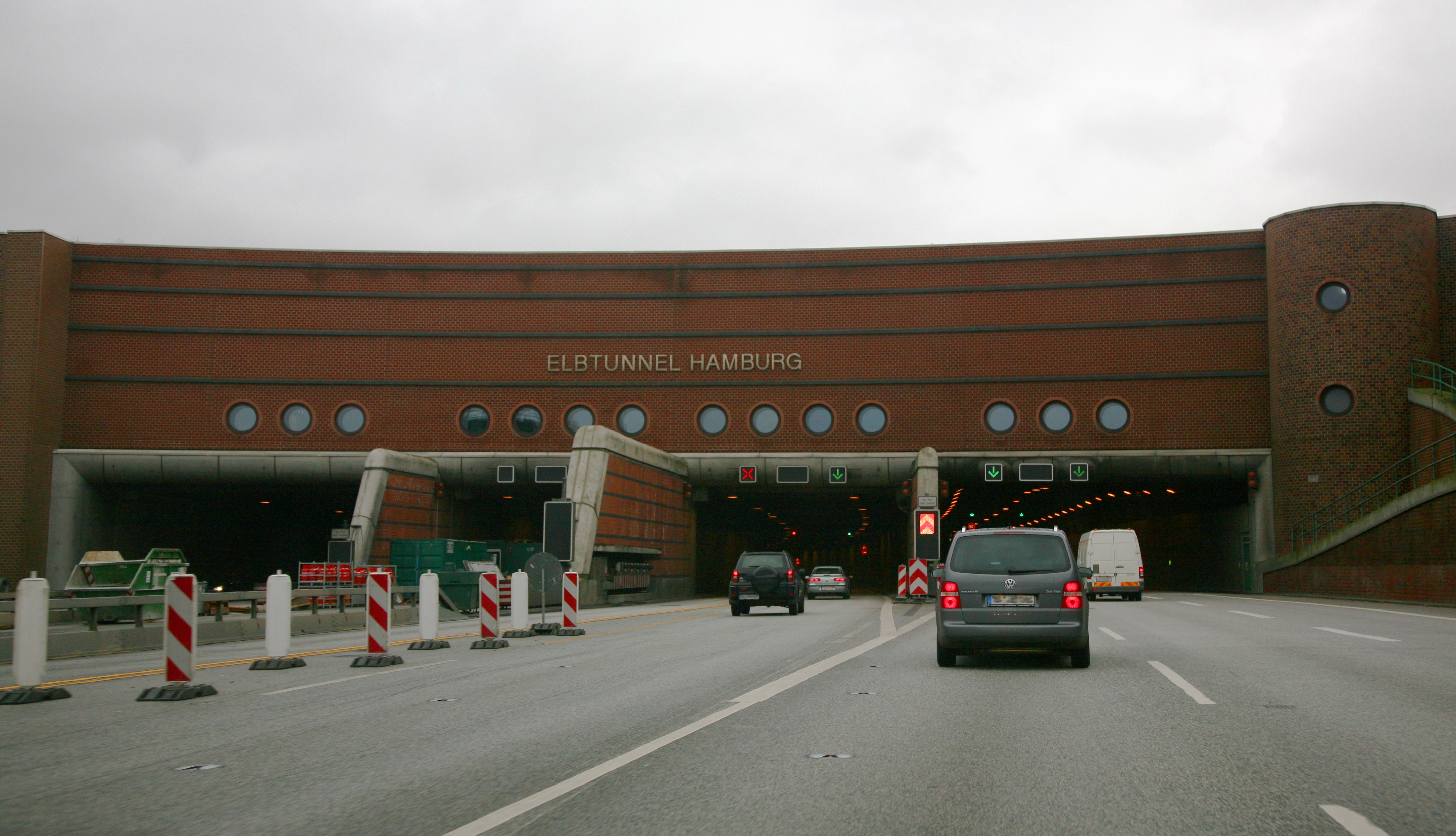
Lado norte do Elbtunnel em Hamburgo, em 2007.

Para ajudar a manter os graus de segurança, o sistema Autobahn é bem aprovisionado com túneis e pontes. As denominadas "pontes de vale" (em alemão: Talbrücke) têm muitas vezes mais de 500 metros de altura e, ocasionalmente, mais de 1 quilômetro de comprimento. Atualmente, o sistema tem mais de 70 túneis, tanto através de montanhas quanto em áreas urbanas. Em todos eles há sistemas abrangentes de segurança, incluindo monitoramento 24 horas, sinais e informações sobre o trânsito, recuos de pista frequentes com telefones de emergência e equipamentos de combate à incêndio, iluminação e saídas de emergência e sistemas de ventilação de fumaça.
Abaixo, lista de todos os túneis das autoestradas da Alemanha em operação até o fim de 2006. O túnel mais longo está localizado na A 71 em Oberhof, com 7 916 metros (4 919 mi) de comprimento; o mais curto está situado na A 8 em Kirchheim, com 100 metros (328 pés) de extensão.
| Lista de túneis das Autobahns em operação até o fim de 2006 |                    |            |                 |                     |                                |
| Nome                                                        | Local              | Rodovia    | Comissionamento | Quantidade de tubos | Comprimento dos tubos (metros) |
| Rennsteig                                                   | Oberhof            | A 71       | 2003            | 2                   | 7 916 / 7 878                  |
| Königshainer Berge                                          | Waldhufen          | A 4        | 1999            | 2                   | 3 300                          |
| Berg Bock                                                   | Suhl               | A 71       | 2002            | 2                   | 2.740                          |
| Elbtunnel                                                   | Hamburgo           | A 7        | 1975            | 4                   | 2.653 / 3.101                  |
| Engelberg                                                   | Leonberg           | A 81       | 1999            | 2                   | 2.530                          |
| Coschütz                                                    | Dresden            | A 17       | 2004            | 2                   | 2.353                          |
| Aubing                                                      | Munique            | A 99       | 2006            | 2                   | 1.935                          |
| Heidkopf                                                    | Reiffenhausen      | A 38       | 2006            | 2                   | 1.724                          |
| Ortskern Britz                                              | Berlim             | A 100      | 2000            | 2                   | 1.713                          |
| Bürgerwald                                                  | Waldshut-Tiengen   | A 98       | 1997            | 1                   | 1.436                          |
| Hösbach-West                                                | Hösbach            | A 3        | 2004            | 2                   | 1.380                          |
| Nollinger Berg                                              | Rheinfelden        | A 861      | 2002            | 2                   | 1.268                          |
| Eichelberg                                                  | Einhausen          | A 71       | 2005            | 2                   | 1.123 / 1.097                  |
| Dölzschen                                                   | Dresden            | A 17       | 2004            | 2                   | 1.070                          |
| Flughafen                                                   | Düsseldorf         | A 44       | 1992            | 2                   | 1.070                          |
| Hochwald                                                    | Zella-Mehlis       | A 71       | 2001            | 2                   | 1.050                          |
| Allach                                                      | Munique            | A 99       | 1998            | 2                   | 1.030                          |
| Universität                                                 | Düsseldorf         | A 46       | 1983            | 2                   | 1.026                          |
| Ruhrschnellweg                                              | Essen              | A 40       | 1970            | 2                   | 1.005                          |
| Flughafen Tegel                                             | Berlim             | A 111      | 1979            | 2                   | 934 / 967                      |
| Emstunnel                                                   | Leer               | A 31       | 1989            | 2                   | 945                            |
| Grenztunnel*                                                | Füssen             | A 7        | 1999            | 1                   | 944*                           |
| Pfaffenstein                                                | Regensburg         | A 93       | 1977            | 2                   | 880                            |
| Alte Burg                                                   | Geraberg           | A 71       | 2003            | 2                   | 874                            |
| Rheinschlinge                                               | Meerbusch          | A 44       | 2002            | 2                   | 870                            |
| Wersten                                                     | Düsseldorf         | A 46       | 1986            | 2                   | 860                            |
| Hohentwiel                                                  | Singen             | A 81       | 1986            | 2                   | 833 / 782                      |
| Birth                                                       | Velbert            | A 44       | 1985            | 2                   | 807                            |
| Tegel Ortskern                                              | Berlim             | A 111      | 1987            | 2                   | 753 / 755                      |
| Schwarzer Berg                                              | Eltmann            | A 70       | 1987            | 2                   | 738 / 710                      |
| Volkardey                                                   | Düsseldorf         | A 44       | 1990            | 2                   | 725 / 695                      |
| Hösbach-Ost                                                 | Hösbach            | A 3        | 2004            | 2                   | 720 / 380                      |
| Agnesburg                                                   | Aalen              | A 7        | 1987            | 2                   | 704 / 702                      |
| Lindenberg                                                  | Braunschweig       | A 39       | 1997            | 1                   | 690                            |
| Einhausung                                                  | Regensburg         | A 93       | 2001            | 2                   | 670                            |
| Strümp                                                      | Meerbusch          | A 44       | 2002            | 2                   | 640                            |
| Lämmerbuckel                                                | Hohenstadt         | A 8        | 1956            | 1                   | 624                            |
| Schönbuch                                                   | Herrenberg         | A 81       | 1978            | 2                   | 606 / 594                      |
| Kohlberg                                                    | Erkheim            | A 96       | 1994            | 2                   | 598 / 602                      |
| Pellinger Berg                                              | Merzig             | A 8        | 1997            | 2                   | 596                            |
| Schlangenbader Str.                                         | Berlim             | A 104      | 1980            | 2                   | 560 / 561                      |
| Hopfenberg                                                  | Hessisch Lichtenau | A 44       | 2004            | 2                   | 540                            |
| Hörnchenberg                                                | Landstuhl          | A 62       | 1991            | 2                   | 511 / 536                      |
| Olpe                                                        | Meschede           | A 46       | 1999            | 2                   | 519                            |
| Lärmschutzabedeckg                                          | Dissen             | A 33       | 2001            | 2                   | 500                            |
| Etterschlag                                                 | Wörthsee           | A 96       | 1996            | 2                   | 500                            |
| Virngrund                                                   | Ellwangen          | A 7        | 1987            | 2                   | 468 / 465                      |
| Hölzern                                                     | Weinsberg          | A 81       | 1973            | 2                   | 470 / 462                      |
| Heilsberg                                                   | Gottmadingen       | A 81       | 1991            | 2                   | 483 / 449                      |
| Behringen                                                   | Ilmtal             | A 71       | 1998            | 2                   | 465                            |
| Herfatz                                                     | Wangen             | A 96       | 1990            | 2                   | 440                            |
| Eching                                                      | Eching             | A 96       | 1998            | 2                   | 380                            |
| Heidberg                                                    | Braunschweig       | A 39       | 1994            | 1                   | 379                            |
| Laineck                                                     | Bayreuth           | A 9        | 2006            | 2                   | 360 / 310                      |
| Hemberg                                                     | Meschede           | A 46       | 1999            | 2                   | 358                            |
| Altfranken                                                  | Dresden            | A 17       | 2004            | 2                   | 345                            |
| Huttrop                                                     | Essen              | A 52       | 1981            | 2                   | 340                            |
| Neubiberg                                                   | Munique            | A 8        | 1965            | 2                   | 327                            |
| Lärmschutzabdeckg                                           | Bochum-Grumme      | A 40       | 1988            | 2                   | 328 / 302                      |
| Unterweißenbach                                             | Selb               | A 93       | 2001            | 2                   | 325                            |
| Erle                                                        | Gelsenkirchen      | A 2        | 2006            | 2                   | 320                            |
| Walberg                                                     | Hessisch Lichtenau | A 44       | 2004            | 2                   | 280                            |
| Gräfelfing                                                  | Munique            | A 96       | 1972            | 2                   | 280                            |
| Innsbrucker Platz                                           | Berlim             | A 100      | 1978            | 2                   | 264                            |
| Feuerbachstraße                                             | Berlim             | A 103      | 1968            | 2                   | 260 / 227                      |
| Billwerder-Moorfleet                                        | Hamburgo           | A 1        | 1963            | 2                   | 243                            |
| Rathenauplatz                                               | Berlim             | A 100      | 1958            | 2                   | 212                            |
| Uentrop                                                     | Arnsberg           | A 46       | 1992            | 2                   | 200                            |
| Barsbüttel                                                  | Barsbüttel         | A 1 / A 24 | 1978            | 1                   | 164                            |
| Heidenäcker                                                 | Lauchringen        | A 98       | 1991            | 1                   | 160                            |
| Schwarzbach                                                 | Düsseldorf         | A 44       | 1992            | 2                   | 158                            |
| Ernststraße                                                 | Berlim             | A 111      | 1987            | 2                   | 154 / 152                      |
| Vorhalle                                                    | Hagen              | A 1        | 1960            | 2                   | 121                            |
| Moisling                                                    | Lübeck             | A 20       | 2002            | 2                   | 120                            |
| Grünbrücke Aichelberg                                       | Kirchheim          | A 8        | 1990            | 2                   | 100                            |

* (*) = Participação alemã na fronteira com a Áustria.

### Pavimentos

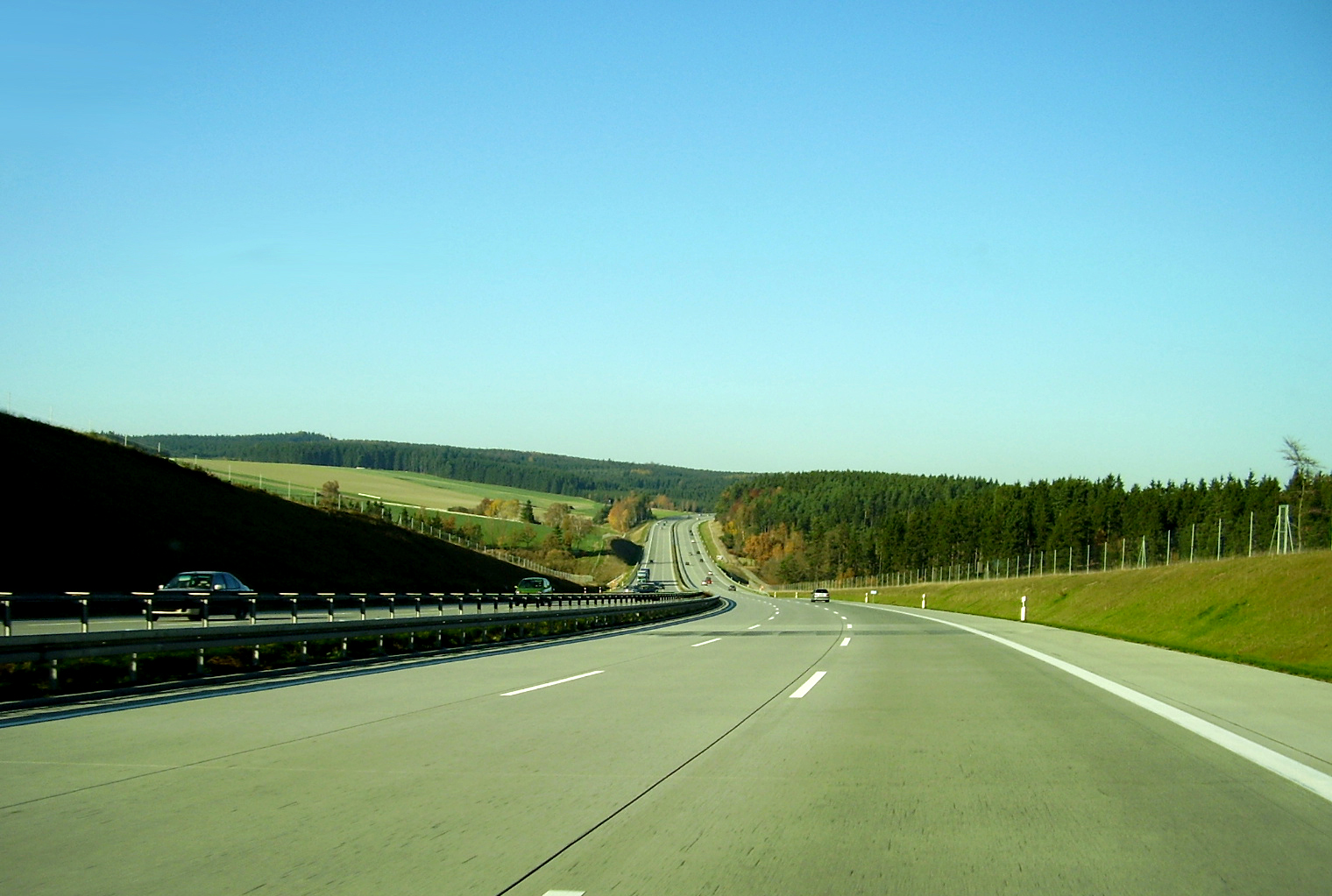
Pavimento de concreto na A 9 em 2005.

As autoestradas alemãs foram originalmente construídas principalmente com camadas de concreto à prova de gelo (em inglês: Freeze-resistant concrete), mas trechos com outros tipos de pavimentação foram encontrados ao longo da história. Atualmente, o pavimento asfáltico é predominante, o qual precisa ser substituído, em média, a cada 15 anos. Em geral, os pavimentos das autobahns foram construídos com cerca de 68 cm (27 polegadas) de espessura de modo a suportar o peso dos veículos em velocidades mais altas, equivalente ao dobro da espessura de rodovias em outros países.
Uma estrada de concreto mais recentemente projetada é, por exemplo, o trecho de 37 quilômetros de seis pistas da A 8, situado entre o oeste de Augsburg e a intersecção München-Eschenried, na Região Metropolitana de Munique. Para o projeto, foram utilizados cerca de 130 mil toneladas de cimento. A superfície do pavimento foi preparada para garantir uma maior aderência dos pneus e diminuir os ruídos de rodagem.

### Lazer

Sinalização de "Rua de bicicletas" (marca a entrada de uma rua designada apenas para bicicletas).

Questão importante entre as políticas de mobilidade urbana, saúde e meio ambiente da Alemanha, o uso da bicicleta é bastante incentivado pelas autoridades do país. Assim, aos fins de semana, trechos da A 40 são fechados aos veículos a motores para se transformarem em áreas de lazer para o público em geral. Nesses dias, são permitidos passeios, práticas de ciclismo, patinação e outros esportes, realizações de shows musicais, piqueniques e eventos culturais diversos. Centenas de milhares de pessoas costumam comparecer ao local, o qual torna-se bastante movimentado na temporada de verão desde o início da iniciativa, em 2010.
Em novembro de 2015, foi inaugurado entre Essen e Mülheim, na região de Ruhr, um trecho de 11 km (7 mi) da primeira autobahn para ciclistas da Alemanha, paralela a um dos trechos mais movimentados da A 40, prevista para cobrir uma distância de 101 km (63 mi) e conectar 10 cidades, incluindo Duisburg, Bochum e Hamm, bem como quatro universidades, integrando-se à rede existente de ciclovias. A construção do trecho foi metade financiada pela União Europeia (UE), com o estado da Renânia do Norte-Vestfália contribuindo com 30% e a "Associação Regional do Ruhr" (em alemão: Regionalverband Ruhr - RVR) com 20%. O custo de todo o projeto de 101 km (63 mi) deverá ser superior a 180 milhões de euros. Apelidada de Radschnellweg Ruhr (RS1, na sigla alemã), a rodovia tem quatro metros (13 pés) de largura e conta com pista para ultrapassagens, caminhos por pontes e túneis e sistemas de iluminação pública.

## Instalações

### Telefones de emergência

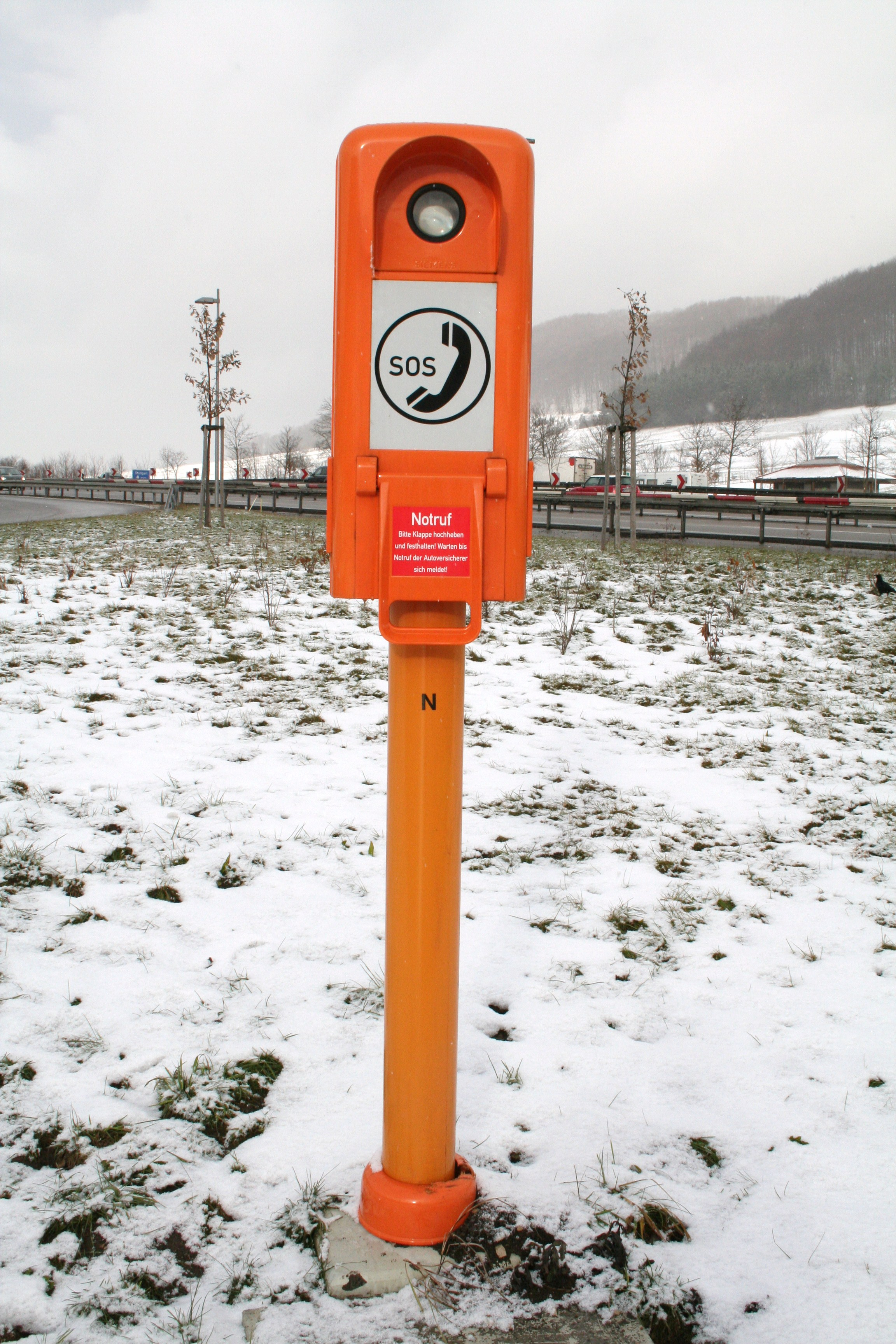
Telefone de emergência com sistema de comunicação "clássico".

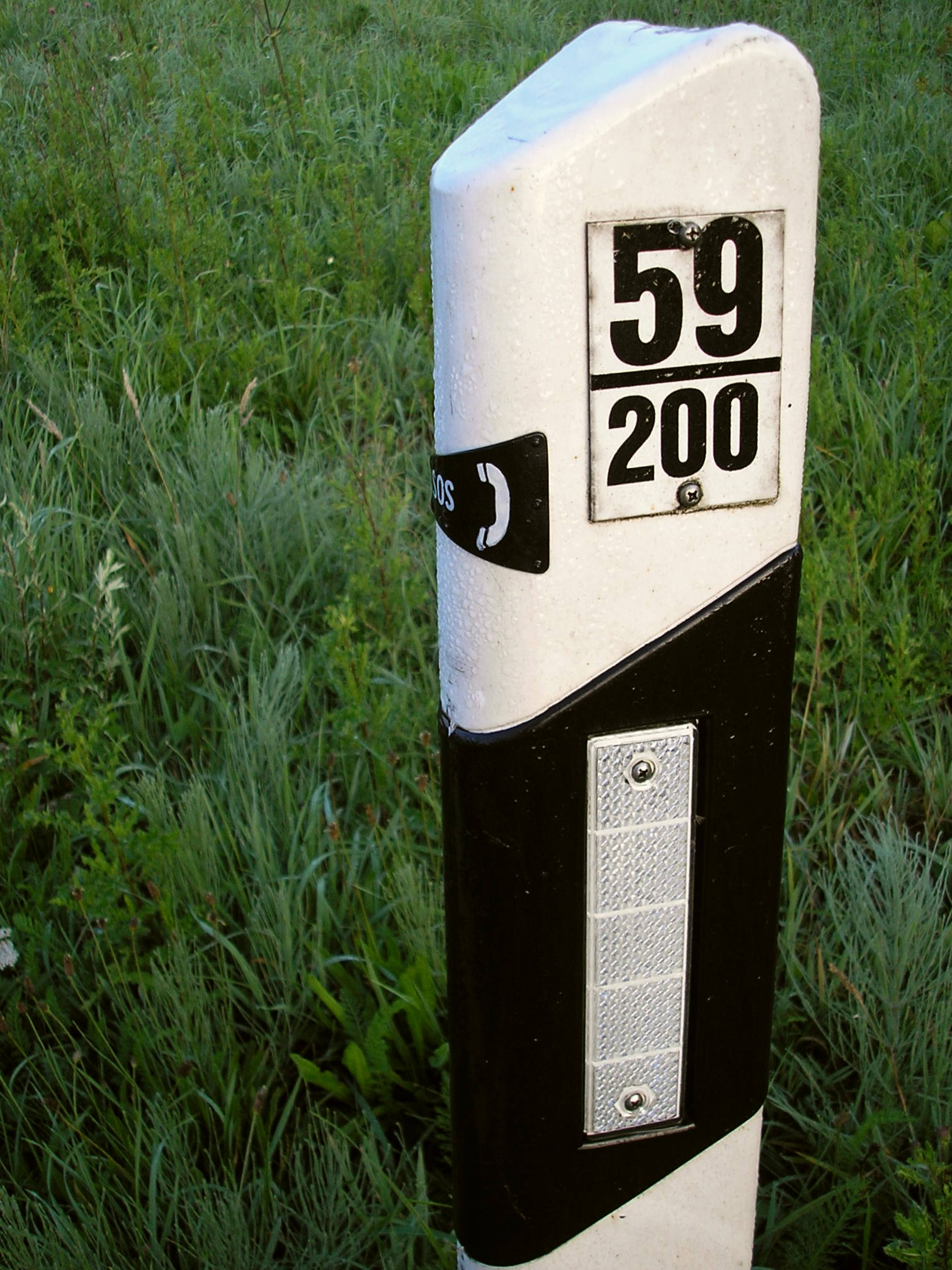
Delineador fixo com a distância do telefone de emergência mais próximo na Autobahn.

Em 2018, havia cerca de 17 mil telefones de emergência (em alemão: Notrufsäulen) disponíveis nas autoestradas alemãs para ajudar os usuários da via em caso de emergência ou avaria, distribuídos em intervalos de aproximadamente 2 km ao longo de toda a rede Autobahn, com delineadores fixos à beira da rodovia apontando a direção do telefone de emergência mais próximo. Nos túneis mais longos, os equipamentos estão localizados em recuos de emergência a cada 100 metros, aproximadamente. O sistema de telefone de emergência nas autoestradas é privatizado, e desde 1999 a GDV Dienstleistungs é responsável pelos atendimentos. A cada oito minutos, um usuário da rodovia liga para o centro de atendimento de emergência localizado em Hamburgo.
Atualmente, existem dois tipos de telefones de emergência em uso. Nos equipamentos mais antigos, encontra-se uma tampa com uma alça, sendo que para efetuar a chamada, deve-se levantar completamente a tampa e esperar pela resposta do atendente. Os telefones mais novos não têm uma tampa; em vez disso, possuem uma área de alto-falante e microfone externo com dois botões, os quais devem ser pressionados para efetuar a conexão. Há um botão amarelo com um símbolo de uma chave de boca que deve ser pressionado em casos de avarias, e um botão vermelho para relatar um acidente. Os usuários da via devem pressionar o botão apropriado e esperar pelo atendimento.
Em casos de acidentes, o call center de emergência estabelece uma chamada em conferência entre o usuário da rodovia e a polícia ou equipe de resgate para garantir uma ajuda rápida no local. Já para avarias, o sistema procura obter as informações necessárias antes de enviar o serviço mais adequado à situação, isto é, um carro de apoio dos clubes de automobilismo ADAC ou AvD (Automobilclub von Deutschlande, em alemão), uma empresa de reboque ou então para a companhia responsável pelo seguro ou aluguel do veículo. Em ambos os casos, aconselha-se ao condutor parar no acostamento, ligar o pisca-alerta, colocar o colete fluorescente de sinalização, proteger a zona de perigo imediatamente com um triângulo de advertência, de modo que acidentes consequentes sejam evitados e o fluxo de tráfego não seja impedido. Nas estradas rurais, o triângulo de advertência deve ser instalado a 100 metros, e nas rodovias, cerca de 200 metros antes do ponto de perigo. Além disso, é recomendável que os ocupantes saíam do veículo pelas portas da direita e esperem a ajuda solicitada atrás das grades de proteção.
Na maioria dos casos, a localização do telefone é transmitida automaticamente quando uma chamada é realizada. Caso contrário, o usuário da via deve informar como parte da chamada de emergência a direção e o quilômetro da rodovia em que a situação ocorrer, conforme indicado em uma etiqueta na parte interna da tampa ou perto do alto-falante.
Para efeito de discriminação do veículo, torna-se necessário informar o número da placa, marca e modelo, cor e identificar o clube, companhia de seguro ou agência de locação do veículo. Para evitar barreiras de idioma e garantir o processamento rápido de chamadas, os atendimentos estão disponíveis em alguns idiomas, incluindo inglês, russo, polonês, francês e turco.
Alternativamente, é possível contatar diretamente a central de emergências por meio do telefone "112". Apesar do aumento do uso de telefones celulares, foram realizadas 47 759 chamadas por meio dos telefones de emergência em 2017. No total, 58% de todas as chamadas de emergência provieram das dez autoestradas mais longas, que, no entanto, correspondem a 5 840 quilômetros, perfazendo apenas 45% da extensão total de todas as autoestradas do país. A BAB 3, com 769 km de extensão, aparece a frente no número total de chamadas de emergência (4 573); em seguida, a BAB 7, com 4 073 chamadas.

### Parques de estacionamento, áreas de descanso e paradas de caminhões

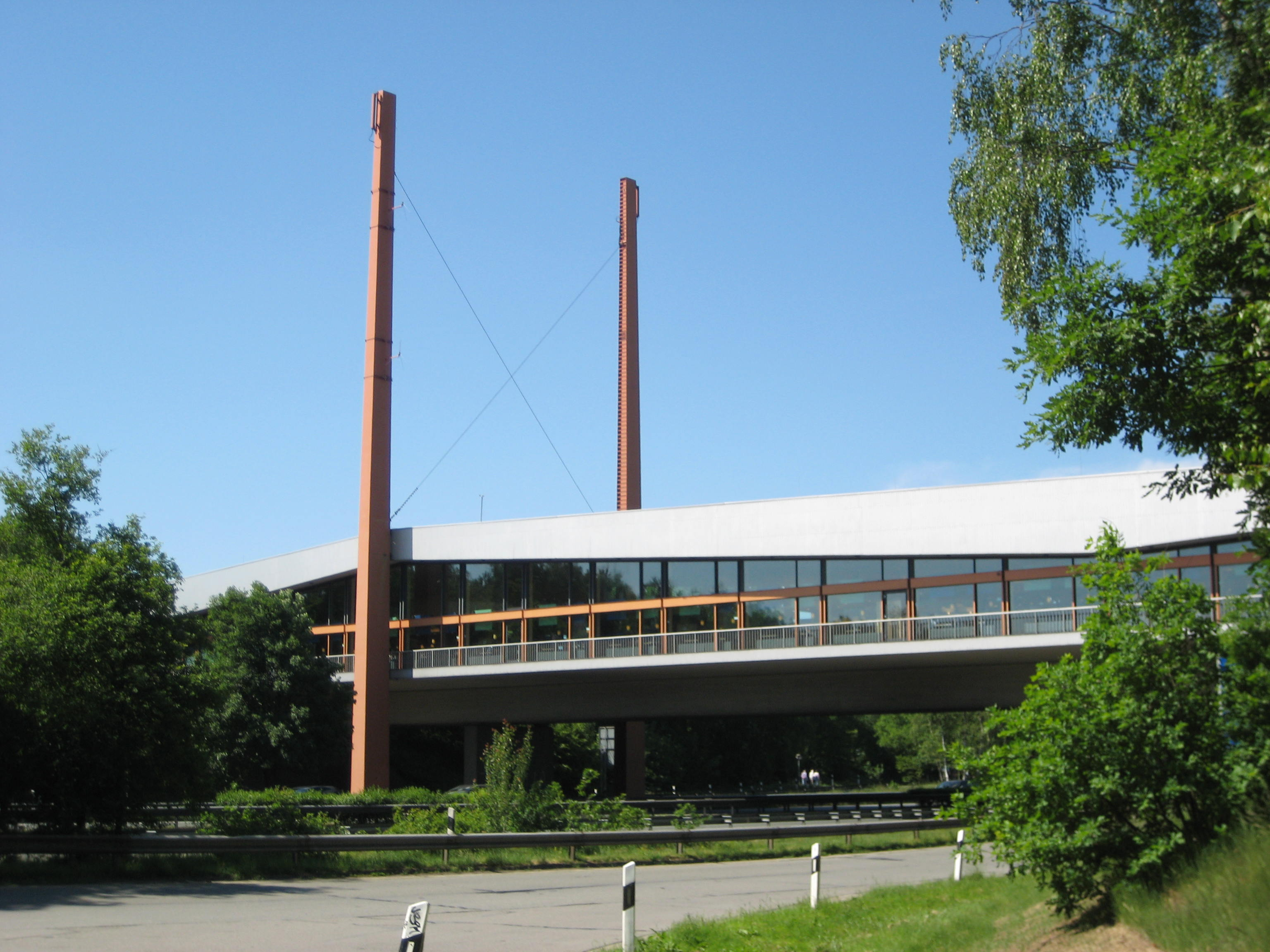
Área de descanso com restaurante ponte sobre a A 1 em Holdorf, Baixa Saxônia.

Para pausas durante viagens mais longas, os parques de estacionamento, as áreas de descanso e as paradas de caminhões estão distribuídas por toda a rede Autobahn. O estacionamento de veículos fora dessas áreas designadas é terminantemente proibido.
Há também distinção na sinalização para áreas de descanso "gerenciadas" (bewirtschaftet) e as "não gerenciadas" (unbewirtschaftet). Áreas de descanso não gerenciadas são, basicamente, terrenos de propriedade federal com lugares de estacionamento, às vezes com banheiros, encontrados em parte do sistema de autoestradas alemão. As saídas das autobahns que levam a essas áreas estão indicadas a cerca de 200 metros de antecedência com uma placa azul com a letra branca "P". Elas são encontradas a cada poucos quilômetros. Já as áreas gerenciadas (em alemão: Autobahnraststätte ou Raststätte) geralmente são equipadas com postos de gasolina, estações de carregamento para veículos elétricos, lavatórios, sanitários e vestiários para bebês. Muitas delas também têm restaurantes, lojas, telefones públicos, acesso à internet e parque infantil; algumas têm hotéis. Localizadas a cada 50 km ou mais, esses locais ficam geralmente abertos a noite toda.

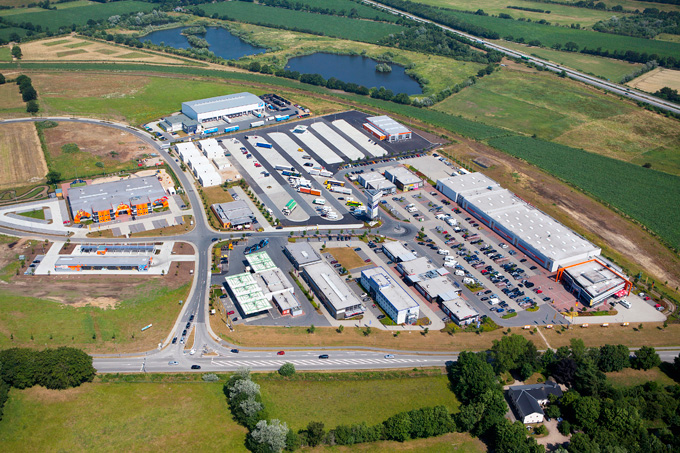
Vista aérea de uma parada de caminhões próxima à A 7 em Handewitt.

Ambos os tipos de áreas de descanso estão localizadas nas próprias autobahns, com as suas próprias saídas, e quaisquer estradas de serviço que liguem ao resto da rede rodoviária são geralmente fechadas ao tráfego geral.
Paradas de caminhões (em alemão: Autohof, plural Autohöfe) são muito mais raras. Estão localizadas nas saídas gerais, geralmente, a uma pequena distância das autobahns. Estes locais podem oferecer comodidades comparáveis às das áreas de descanso, mas geralmente a preços consideravelmente mais baixos.
Tanto as áreas de descanso quanto as paradas de caminhões estão indicadas em diversos trechos das autoestradas, a partir de vários quilômetros de antecedência, com sinais maiores, que muitas vezes incluem ícones anunciando os tipos de instalações que os viajantes podem esperar nos locais.

## Limites de velocidade
As autobahns alemãs são famosas por serem uma das poucas vias públicas no mundo sem limites de velocidades para carros e motos. Como tal, este fato se tornou um importante identificador da cultura alemã.
Alguns limites são impostos a algumas classes de veículos:
- 60 km/h (37 mph), para tratores com dois reboques, veículos agrícolas e motocicletas com reboque, e ônibus com reboque ou com passageiros em pé;
- 80 km/h (50 mph), para veículos com peso bruto superior a 3,5 toneladas (exceto automóveis de passageiros), automóveis de passageiros com reboque, tratores, caminhões e trailers com reboque, e ônibus sem reboque ou com bagagem;
- 100 km/h (62 mph), para automóveis de passageiros com reboque certificados para alcançar 100 km/h, e ônibus sem reboque certificados para alcançar 100 km/h.

Além disso, limites de velocidades são impostos em regiões de trevo e em outros locais de perigo, tais como trechos em construção ou que necessitam de reparação.
Quando nenhum limite geral de velocidade é exigido, recomenda-se velocidades de até 130 km/h (81 mph), não compulsório (em alemão: Richtgeschwindigkeit). No entanto, por determinação judicial, conduzir a uma velocidade superior a de 130 km/h (81 mph) em trechos sem restrições de velocidade implica um mínimo de 30% da responsabilidade legal do condutor em caso de um acidente, mesmo que não o tenha causado, por causa do "aumento do perigo em decorrência da condução" (em alemão: Erhöhte Betriebsgefahr).
Assim, exceto nos trechos com obras, os limites de velocidades gerais, sempre que aplicáveis, são geralmente entre 100 km/h (62 mph) e 130 km/h (81 mph). Os trechos com obras normalmente têm um limite de velocidade de 80 km/h (50 mph), mas pode baixar para 60 km/h (37 mph), ou, em casos muito raros, 40 km/h (25 mph), variando de acordo com as sinalizações dos locais; rampas e alças de acesso geralmente têm limite de 30 km/h (19 mph).
Alguns trechos têm limites mais baixos durante dias de chuva. Em outros casos, há limites de 120 km/h (75 mph) e 100 km/h (62 mph) a fim de reduzir a poluição sonora durante o período da noite em áreas povoadas adjacentes às autoestradas (geralmente entre 22h - 06h) ou por causa do aumento do tráfego (entre 18h - 22h).
Os limites de velocidades também podem ser temporariamente indicados por meio de sistemas dinâmicos de orientação de tráfego que exibem a mensagem de acordo com a regulamentação local. Contudo, mais da metade da rede total da autobahn alemã tem apenas o limite de velocidade recomendado; cerca de um terço tem limites permanentes, e os trechos restantes têm limite temporários ou condicionais.

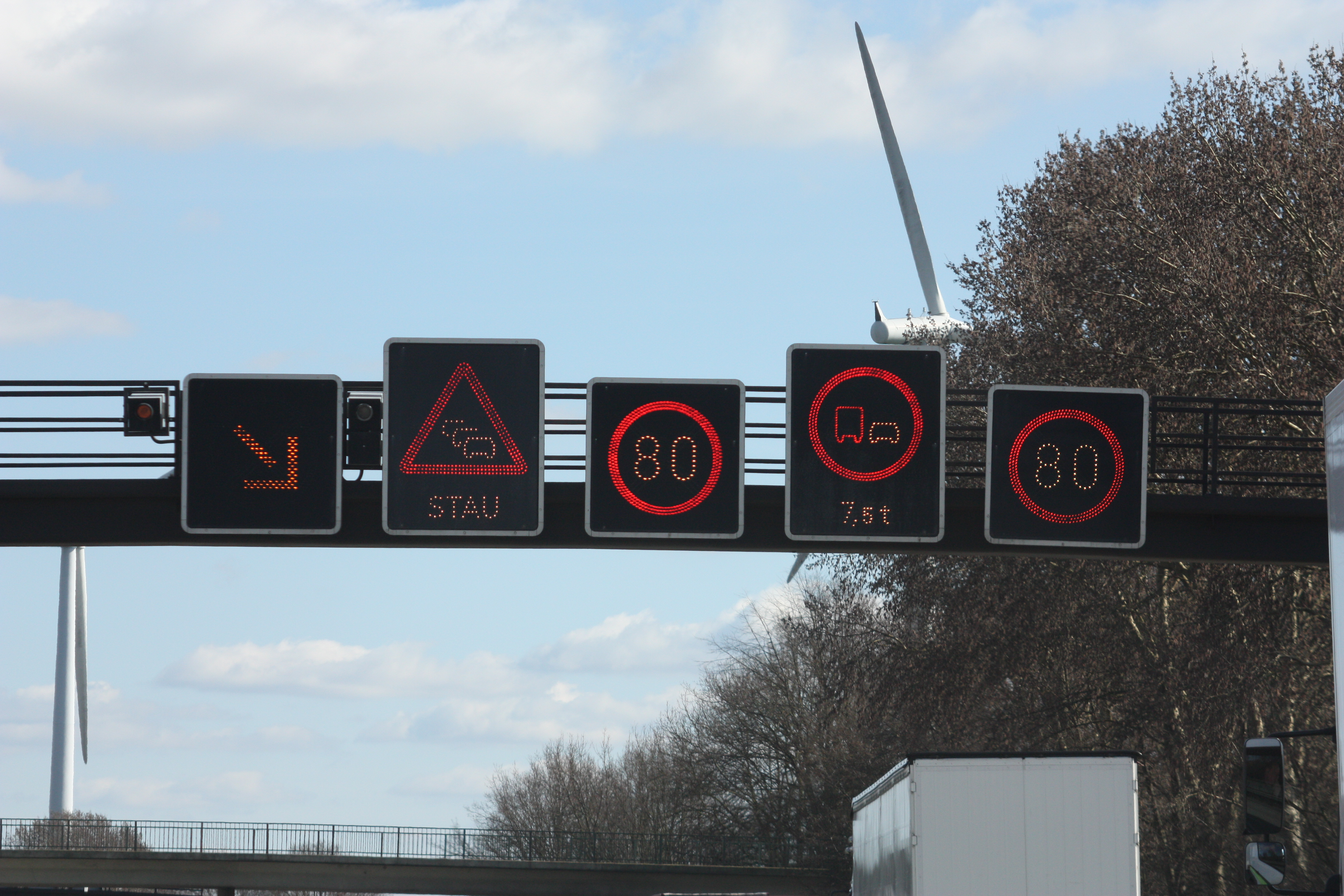
Sinais de tráfego nas Autobahns.

Alguns carros com motores muito potentes podem atingir velocidades de mais de 300 km/h (186 mph). Os principais fabricantes de automóveis alemães, exceto a Porsche, seguem um "acordo de cavalheiros", limitando eletronicamente as velocidades máximas de seus veículos - com a exceção de alguns modelos mais velozes - a 250 km/h (155 mph). Esses limitadores, entretanto, podem ser desativados pelos condutores, quando velocidades superiores a 300 km/h (186 mph) podem surgir nas autobahns alemãs. Mas devido a outros tipos de tráfego, tais velocidades geralmente não são atingíveis. Trechos mais "ilimitados" das autobahns estão localizados fora das áreas densamente povoadas.
Veículos com velocidade máxima inferior a 60 km/h (37 mph), tais como quadriciclo, micro-carros e equipamentos agrícolas ou de construção, não estão autorizados a utilizar as autobahns, nem motocicletas e scooters com baixa capacidade de motor, independentemente da velocidade máxima (principalmente aplicável aos ciclomotores que são tipicamente limitados a 25 ou 45 km/h - 15 ou 28 mph). Para cumprir este limite, caminhões pesados (por exemplo, gruas móveis, transportadores de tanques etc.) muitas vezes têm uma velocidade máxima permitida de 62 km/h (39 mph), geralmente indicada por um sinal preto sobre branco redondo com o número "62" nele, juntamente com luzes de emergência laranjas para alertar outros veículos que eles estão viajando lentamente. Não há velocidade mínima geral, mas os motoristas não estão autorizados a conduzir a uma velocidade desnecessariamente baixa a ponto de perturbar significativamente o tráfego e aumentar o risco de colisão.
Este mapa, com a sua respectiva legenda, mostra os limites de velocidades aplicados a diferentes trechos da rede autobahn.

### Sinalizações de trânsito

#### Placas de sinalização
O Instituto Federal de Pesquisas Rodoviárias fornece os números e as designações oficiais dos sinais de trânsito da Alemanha. Abaixo, uma pequena relação de caracteres com o número e o nome dos sinais de regulamentação de velocidade do país.

274-60 Velocidade máxima permitida
278-60 Fim do limite de velocidade
275 Velocidade mínima permitida[nota 2]
279 Fim do limite mínimo de velocidade
274.1 Zona de limite de velocidade[nota 3]
274.2 Fim da zona de limite de velocidade
525 Limites mínimos de velocidade aplicados às faixas indicadas
282 Fim de todas as restrições de velocidade e das proibições de ultrapassagem[nota 4]

#### Sinais dinâmicos
Durante o último par de décadas, os engenheiros de tráfego alemães desenvolveram sistemas de controle de tráfego sofisticados para gerenciar o fluxo de veículos ao longo de muitos trechos das autobahns e outras vias urbanas. Estes sistemas automatizados consistem em câmeras de vigilância, monitores de velocidade e painéis eletrônicos de mensagem variável, bem como equipamentos para detectar e alertar automaticamente situações de nevoeiro, chuva e gelo. O objetivo principal desses sistemas é o de gradual e sistematicamente reduzir a velocidade do tráfego que se aproxima, seja em locais propensos a congestionamentos, em construção ou em condições climáticas perigosas.

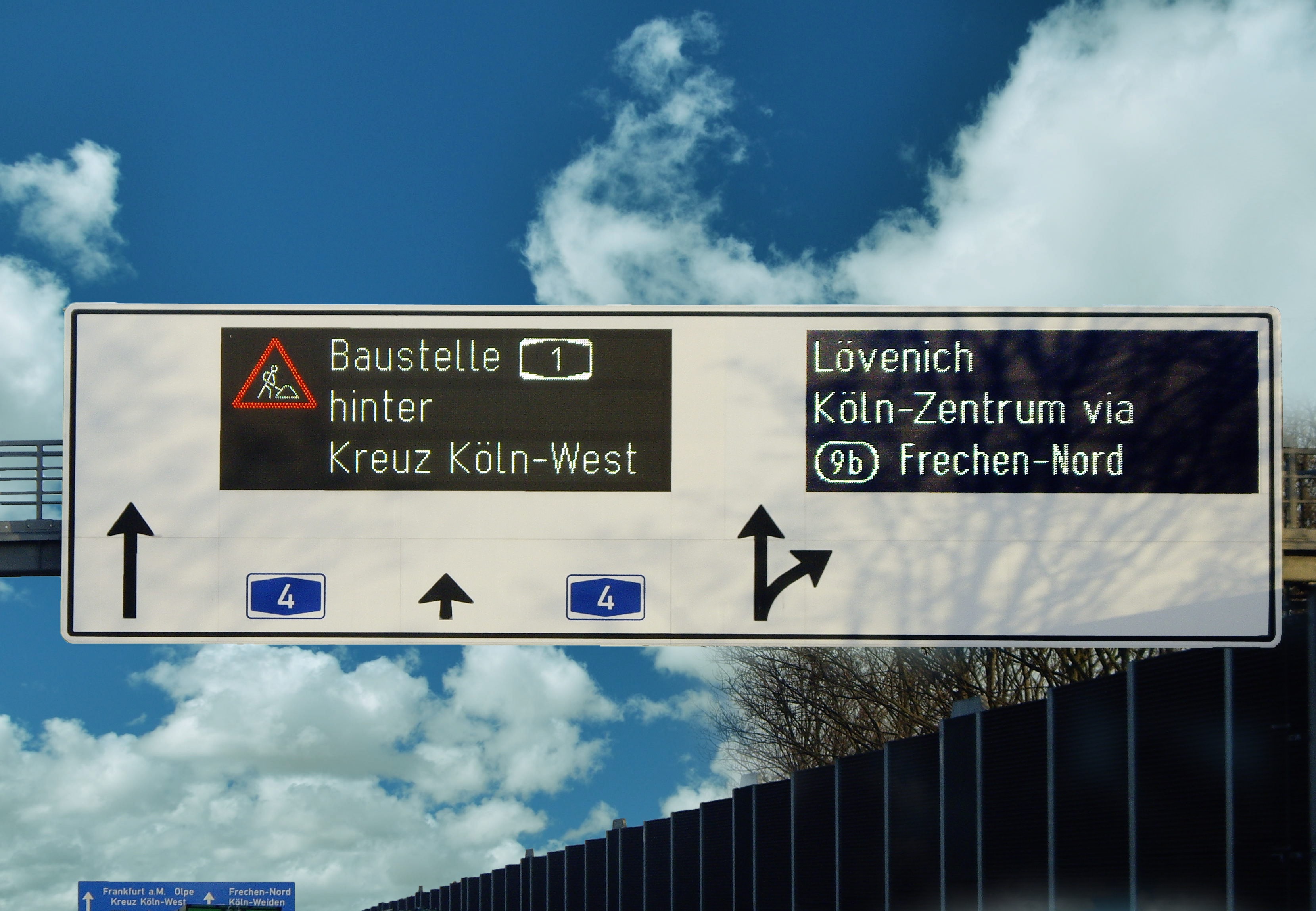
Painel eletrônico de mensagem variável na A 4.

Embora alguns sinais eletrônicos mostrem apenas mensagens de texto simples, a maioria dos sistemas exibe facsimile de símbolos oficiais de trânsito. Estes permitem que as autoridades utilizem pictogramas de sinalização para advertir sobre as regulamentações de trânsito locais. Os sinais dinâmicos são comumente utilizados na implementação ou na redução dos limites temporários de velocidade para responder apropriadamente as condições de tráfego, da estrada ou meteorológicas. Ocasionalmente, esses limites são definidos por faixa. Deve-se notar que os limites de velocidades e outros regulamentos mostrados são realmente exequíveis, sendo que muitos locais são também equipados com radares fotográficos integrados ao sistema. Além dos símbolos de trânsito padrões, as seguintes mensagens de texto são utilizadas, normalmente em conjunto com o sinal de "perigo":
- UNFALL - Acidente;
- NEBEL - Nevoeiro;
- STAU - Congestionamento.

### Infrações de velocidade e multas
Em 1 de maio de 2014, um novo sistema de pontos de penalização por infrações de trânsito foi posto em prática. Houve também algumas mudanças nos valores das multas para algumas violações. A tabela abaixo indica as sanções para as respectivas infrações de velocidade.
| Infração                     | Multa em €     | Pontos na licença | Suspensão da licença |
| Exceder limite de velocidade | Rodovia/cidade | Rodovia/cidade    | Rodovia/cidade       |
| ---------------------------- | -------------- | ----------------- | -------------------- |
| Até 10 km/h                  | 10/15          | -                 | -                    |
| 11-15 km/h                   | 20/25          | -                 | -                    |
| 16-20 km/h                   | 30/35          | -                 | -                    |
| 21-25 km/h                   | 70/80          | 1                 | -                    |
| 26-30 km/h                   | 80/100         | 1                 | 1 mês*               |
| 31-40 km/h                   | 120/160        | 1/2               | 1 mês*/1 mês         |
| 41-50 km/h                   | 160/200        | 2                 | 1 mês                |
| 51-60 km/h                   | 240/280        | 2                 | 1 mês/2 meses        |
| 61-70 km/h                   | 440/480        | 2                 | 2 meses/3 meses      |
| Mais de 70 km/h              | 600/680        | 2                 | 3 meses              |

* (*) = A proibição de dirigir geralmente só é imposta se a velocidade for ultrapassada 2 vezes em 1 ano em pelo menos 26 km/h.
O sistema alemão de pontos de penalização por infrações foi totalmente reestruturado e modernizado. Ele foi concebido para aumentar a aceitabilidade do sistema e diminuir a burocracia. Os condutores podem acumular até oito pontos, quando a carteira de motorista é suspensa. Sob algumas condições, os pontos podem ser reduzidos se o motorista concluir voluntariamente um seminário com o objetivo de melhorar o conhecimento sobre as regulamentações de segurança no trânsito e aumentar a sua aceitação.

### Debate público
Os limites de velocidades nacionais alemães têm uma associação histórica com as restrições e privações dos tempos de guerra durante a era nazista e a era soviética, na Alemanha Oriental. A frase "Condução livre para cidadãos livres" (em alemão: Freie Fahrt für freie Bürger), um slogan promovido pelo ADAC desde 1970, tornou-se popular entre aqueles que se opõem às restrições de velocidades nas autobahns. O político Tarek Al-Wazir, chefe do partido Aliança 90/Os Verdes em Hesse, e atualmente ministro dos Transportes do mesmo estado, disse: "Às vezes, parece-me, no entanto, que o limite de velocidade na Alemanha é tão importante quanto o direito de portar armas no debate americano... Um limite de velocidade acabará se tornando realidade, e em breve não seremos capazes de imaginar que foi diferente. Isso é como fumar em restaurantes.", completou Al-Wazir, defendendo um limite de velocidade geral de 120 km (75 mph) ou 130 km/h (81 mph) na Alemanha.

#### História antiga
Na República de Weimar não havia limites de velocidades exigidos pelo governo. A primeira estrada para veículos motorizados, atualmente o trecho da A 555 entre Bonn e Colônia, tinha um limite de 120 km/h (75 mph) quando foi inaugurada, em 1932. Em outubro de 1939, os nazistas instituíram o primeiro limite de velocidade, de 80 km/h (50 mph), a fim de conservar gasolina para os esforços da guerra. Depois da guerra, as quatro zonas de ocupação aliadas estabeleceram seus próprios limites de velocidades até que a divisão das repúblicas da Alemanha Oriental e Alemanha Ocidental fosse constituída, em 1949. Inicialmente, os limites de velocidades na era nazista foram restaurados em ambas as regiões.

#### Pós-Guerra
Em dezembro de 1952, a legislatura ocidental alemã votou para abolir todos os limites de velocidades nacionais, vendo-os como heranças nazistas, revertendo as decisões em nível de Estado. Contudo, limites nacionais foram restabelecidos gradativamente. O limite de velocidade urbano de 50 km/h (31 mph) foi promulgado em 1956 e vigenciado em 1957. Já o limite de 100 km/h (62 mph) das estradas rurais, exceto autobahns, entrou em vigor em 1972.

#### Crise do petróleo da década de 1970

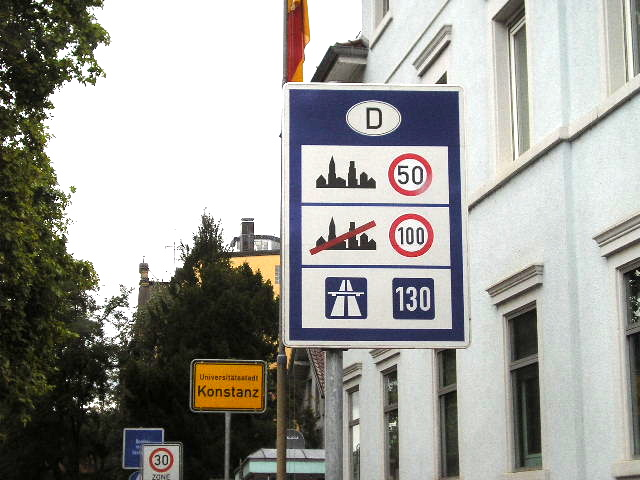
Sinalização dos limites de velocidade nacionais da Alemanha, instalada nas fronteiras internacionais para informar motoristas dos limites gerais de velocidade.

Pouco antes da crise do petróleo de 1973 na Alemanha, na Suíça e na Áustria, não havia restrições gerais de velocidades nas autoestradas. Durante a crise, como em outras nações, a Alemanha impôs restrições temporárias de velocidades nas autobahns, como por exemplo, o limite de 100 km/h (62 mph) a partir de 13 de novembro de 1973. Com isso, os fabricantes de automóveis projetaram uma queda de 20% nas vendas, o que eles atribuíram em parte à redução dos limites de velocidades. O limite de 100 km/h (62 mph), defendido pelo então ministro dos Transportes, Lauritz Lauritzen, durou 111 dias. Em nações adjacentes, com autobahns de velocidades ilimitadas, como a Áustria e a Suíça, foram impostos limites permanentes de velocidade de 130 km/h (81 mph) após a crise.
No entanto, com a diminuição da crise em 1974, o Bundesrat, que era controlado por partidos conservadores, resistiu com sucesso à imposição de um limite obrigatório permanente de velocidade, apoiado pelo então chanceler Willy Brandt. A Câmara Alta insistiu em um limite recomendado de 130 km/h (81 mph) até que um estudo completo dos efeitos de um limite obrigatório fosse realizado. O Instituto Federal de Pesquisas Rodoviárias realizou uma experiência de vários anos, avaliando a alternância de limites obrigatórios e recomendados em dois trechos de testes da autobahn. No relatório final, emitido em 1977, o Instituto declarou que o limite obrigatório de velocidade poderia reduzir o número de fatalidades nas estradas, mas que haveria impactos econômicos; portanto, uma decisão política tinha que ser tomada em razão dos compromissos envolvidos. Naquela ocasião, o governo federal se recusou a impor um limite obrigatório de velocidade. Na época, as taxas de mortalidade nas autobahns alemãs foram comparadas com as observadas nas autoestradas de outras nações que impunham um limite geral de velocidade.

#### As preocupações ambientais da década de 1980
Em meados de 1980, a chuva ácida e a destruição súbita das florestas reavivou o debate sobre a imposição ou não de um limite geral de velocidade nas autoestradas do país. O consumo de combustível aumenta de acordo com o aumento da velocidade de um veículo, e a conservação de combustíveis é um fator chave na redução da poluição do ar. Assim, ambientalistas argumentaram que a aplicação de limites de velocidade de 100 km/h (62 mph) nas autobahns e de 80 km/h (50 mph) em outras estradas rurais poderiam salvar vidas, bem como as florestas, reduzindo o número anual de acidentes fatais em até 30% (250 vidas) em rodovias e em 15% (1 000 vidas) em estradas rurais; em 1980, foi registrado um total de 13 041 mortes em acidentes de tráfego, das quais 804 vítimas nas autobahns. Com isso, o governo federal patrocinou um experimento em grande escala ao impor um limite de velocidade de 100 km/h (62 mph), a fim de medir o impacto das velocidades reduzidas nas emissões de gases. Mais tarde, mais uma vez, o governo federal se recusou a impor um limite obrigatório, decidindo que a redução das emissões medidas havia sido modesta e que não teria nenhum efeito significativo sobre a perda das florestas. Em 1987, todas as restrições de velocidades em trechos de testes nas estradas foram removidas, mesmo em Hesse, onde o governo era controlado por uma coalizão "verde".

#### Reunificação alemã

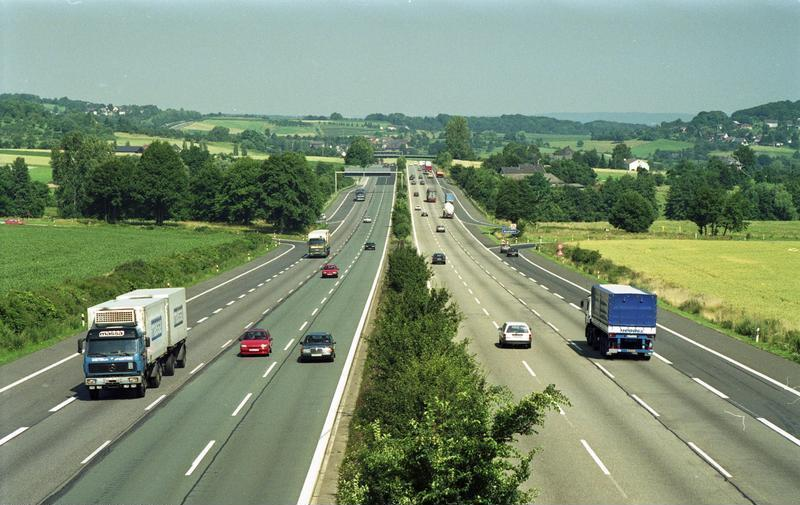
Tráfego de férias em trecho da A 3 em Bad Honnef, em 1991.

Antes da reunificação alemã em 1990, os estados orientais alemães focaram-se na regulação restritiva do tráfego, com limites de 100 km/h (62 mph) nas autobahns e de 80 km/h (50 mph) em outras estradas rurais. Dentro de dois anos após essa nova regulação, e com a simultânea disponibilidade de veículos de alta potência e um aumento de 54% no tráfego motorizado, os números anuais de acidentes fatais no trânsito duplicaram, apesar dos "acordos provisórios que envolveram a continuação dos limites de 100 km/h (62 mph) em autoestradas e de 80 km/h (50 mph) fora das cidades". Um extenso programa de tráfego, que observava vários critérios (fiscalização, educação, engenharia e de resposta a emergências) levou o número de mortes no trânsito de volta aos níveis da pré-unificação do país, após uma década de esforços, enquanto que as regras de trânsito foram estabelecidas de acordo com os padrões ocidentais (por exemplo, o limite recomendado de 130 km/h (81 mph) nas rodovias e de 100 km/h (62 mph) em outras estradas rurais, além de uma tolerância para condutores de até 0,5 g/l de álcool no sangue).

#### Desde a reunificação
Em 1993, a coalizão social democrática do Partido Aliança 90/Os Verdes, que controlava o estado de Hesse, experimentou uma regulação de limites de velocidades de 90 km/h (56 mph) em autoestradas e de 80 km/h (50 mph) em outras estradas rurais. Esses limites foram tentativas para reduzir a poluição por ozônio.
Durante o seu mandato como chanceler da Alemanha (1998-2005), Gerhard Schröder se opôs aos limites de velocidades nas autobahns, famosamente referindo-se à Alemanha como uma "nação de motoristas" (em alemão: Autofahrernation).

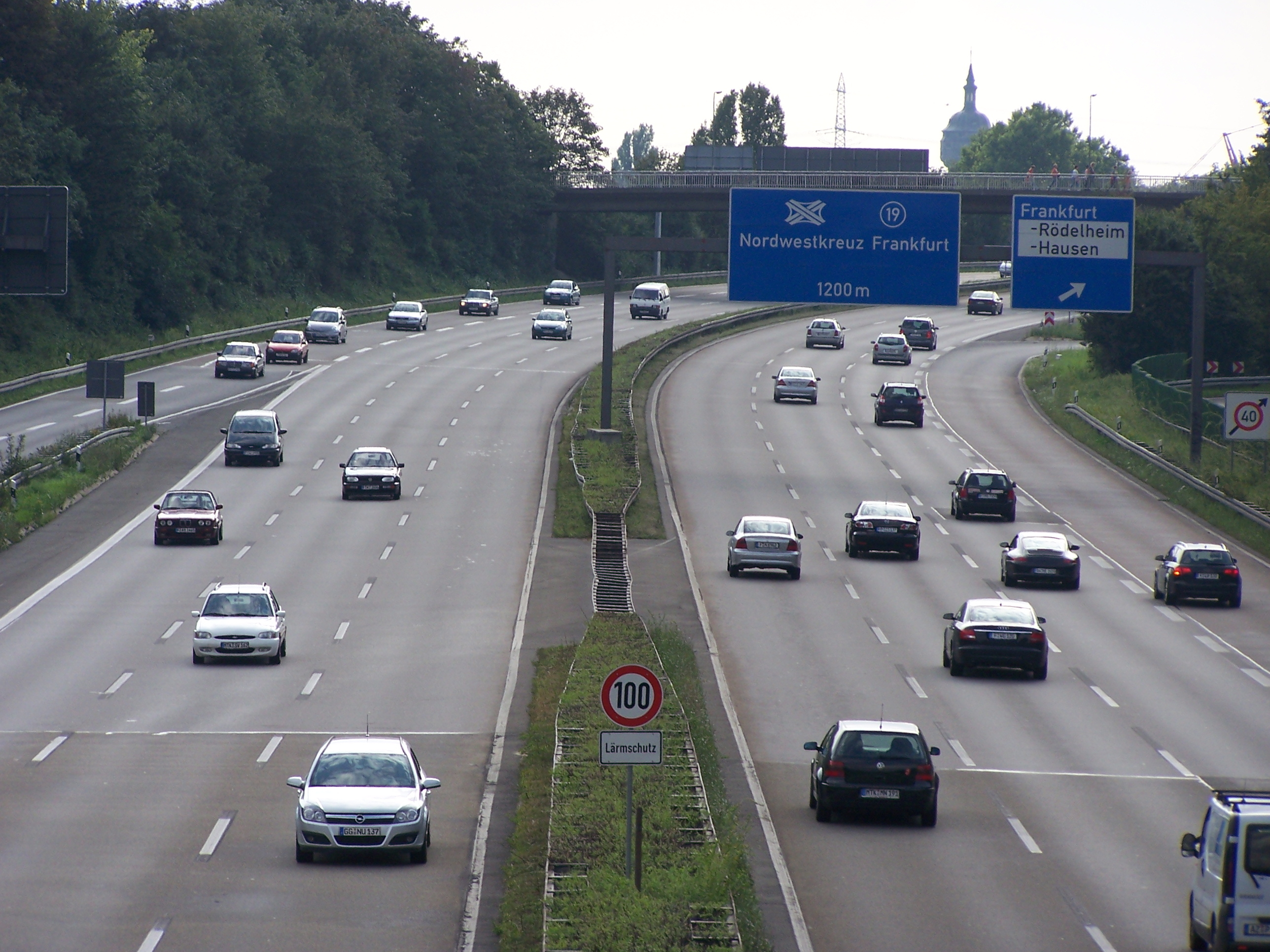
Trecho da A 66 em Frankfurt am Main com limite de 100 km/h (62 mph).

Em outubro de 2007, num congresso realizado pelo Partido Social-Democrata da Alemanha (SPD, na sigla alemã), os delegados aprovaram uma proposta de introdução de um limite geral de velocidade de 130 km/h (81 mph) em todas as autoestradas alemãs. Embora essa iniciativa faça parte de um esboço estratégico geral do Partido para o futuro e, de acordo com as práticas governamentais, não necessariamente com a intenção de afetar as políticas correntes do governo, a proposta despertou um debate mais uma vez. Chanceler da Alemanha desde 2005, Angela Merkel e os principais membros do gabinete expressaram franca desaprovação a tal medida.
Em 2008, a coalizão do Partido Social-Democrata, que então controlava o menor estado do país, Bremen, impôs uma velocidade limite de 120 km/h (75 mph) em seus últimos 11 km (6,8 mi) de rodovias com velocidade ilimitada, na esperança de levar outros estados a fazerem o mesmo. Em 2011, o então ministro-presidente do estado de Baden-Württemberg, Winfried Kretschmann, inicialmente defendeu a regulação de velocidade praticada em Bremen. No entanto, Baden-Württemberg é um importante estado para a indústria de automóveis alemã, sede da Daimler e da Porsche; então, a coalizão governista, em última instância, decidiu contra a imposição de limites de velocidades nos seus 675 km (419 mi) de autoestradas com velocidade ilimitada, argumentado a favor de um limite de velocidade em todo o país.

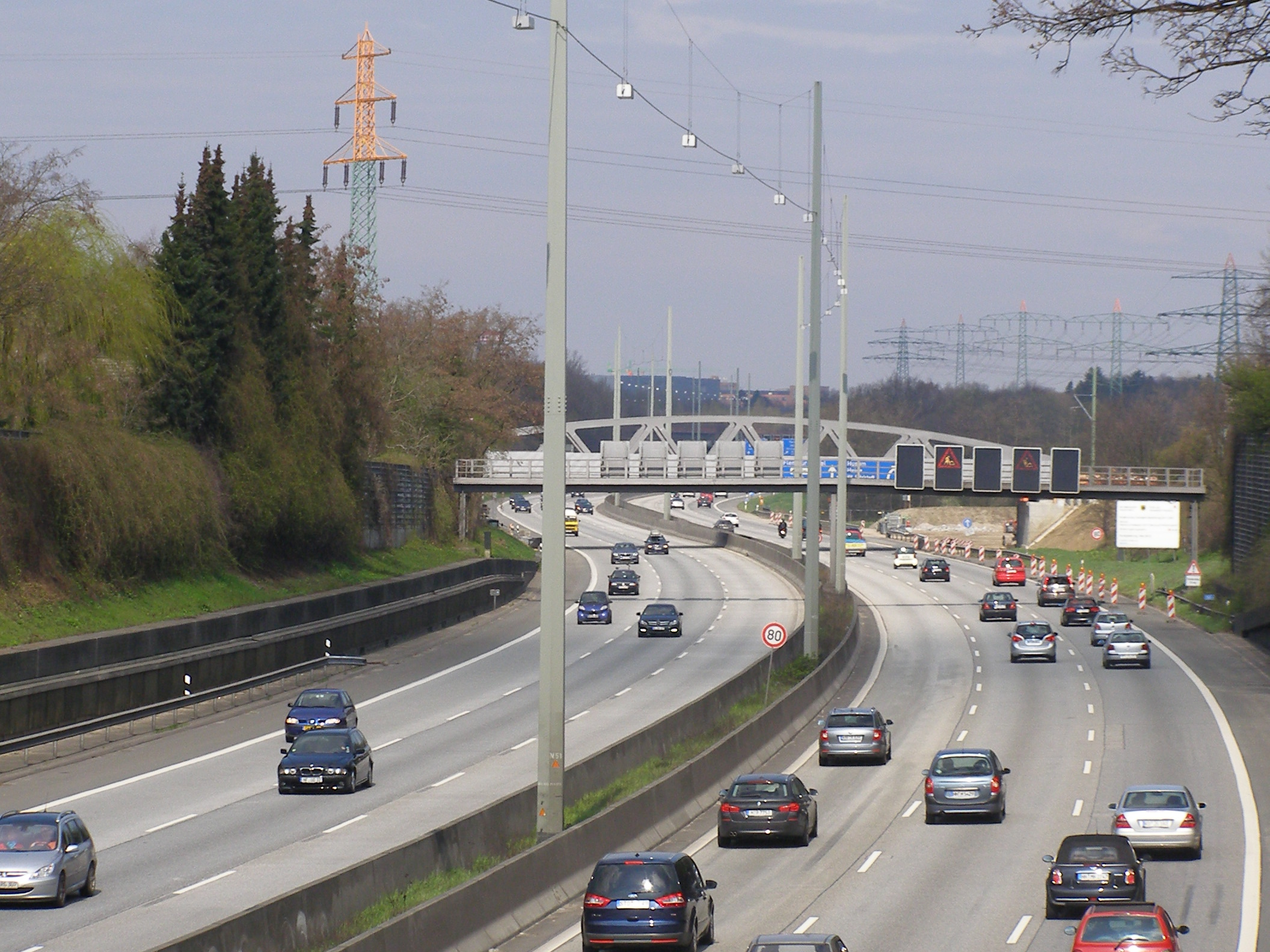
Trecho da A 7 em Hamburgo com limite de 80 km/h (50 mph).

Em 2014, a coalizão do governo conservador-liberal da Saxônia declarou a sua rejeição a um limite geral de velocidade nas autobahns, em vez disso defendendo controles dinâmicos de tráfego em locais apropriados. Entre 2010 e 2014, no estado de Hesse, os ministros dos Transportes Dieter Posch e seu sucessor Florian Rentsch, ambos membros do Partido Democrático Liberal, aumentaram ou removeram os limites de velocidades de vários trechos das autobahns após cinco anos de avaliações regulares da eficácia desses limites; algumas dessas alterações foram realizadas pouco tempo antes da nomeação de Tarek Al-Wazir, do Partido Aliança 90/Os Verdes, para chefiar o Ministério dos Transportes, em janeiro de 2014.
No início de 2015, o governo de coalização esquerda-verde da Turíngia evidenciou o seu plano de reduzir o limite de velocidade nas autobahns em favor da redução das emissões de CO2. Contudo, pelo fato de não haver disposições correspondentes no acordo entre as coalizões da esquerda, o SPD e Os Verdes, não há planos contundentes para uma iniciativa de se impor um limite geral de velocidade nas autoestradas do estado, e que essa decisão "necessita de uma ampla discussão da população em conjunto com a chancelaria do estado", de acordo com um porta-voz do governo.
No fim de 2015, Winfried “Winne” Hermann, ministro dos Transportes de Baden-Württemberg, prometeu impor um limite de 120 km/h (75 mph) em cerca de 10% das autoestradas do estado a partir de maio de 2016. Hermann pretendia realizar um experimento de quatro anos em trechos bastante representativos, com a intenção de utilizar os resultados para solicitar um limite geral de velocidade no país. No entanto, a coalizão verde social-democrata no poder foi derrotada nas eleições estaduais de março de 2016. Hermann, porém, manteve seu posto no novo governo democrata-cristão, colocando de lado os preparativos para um limite de velocidade por causa da oposição de seus novos parceiros de coalizão.

## Segurança

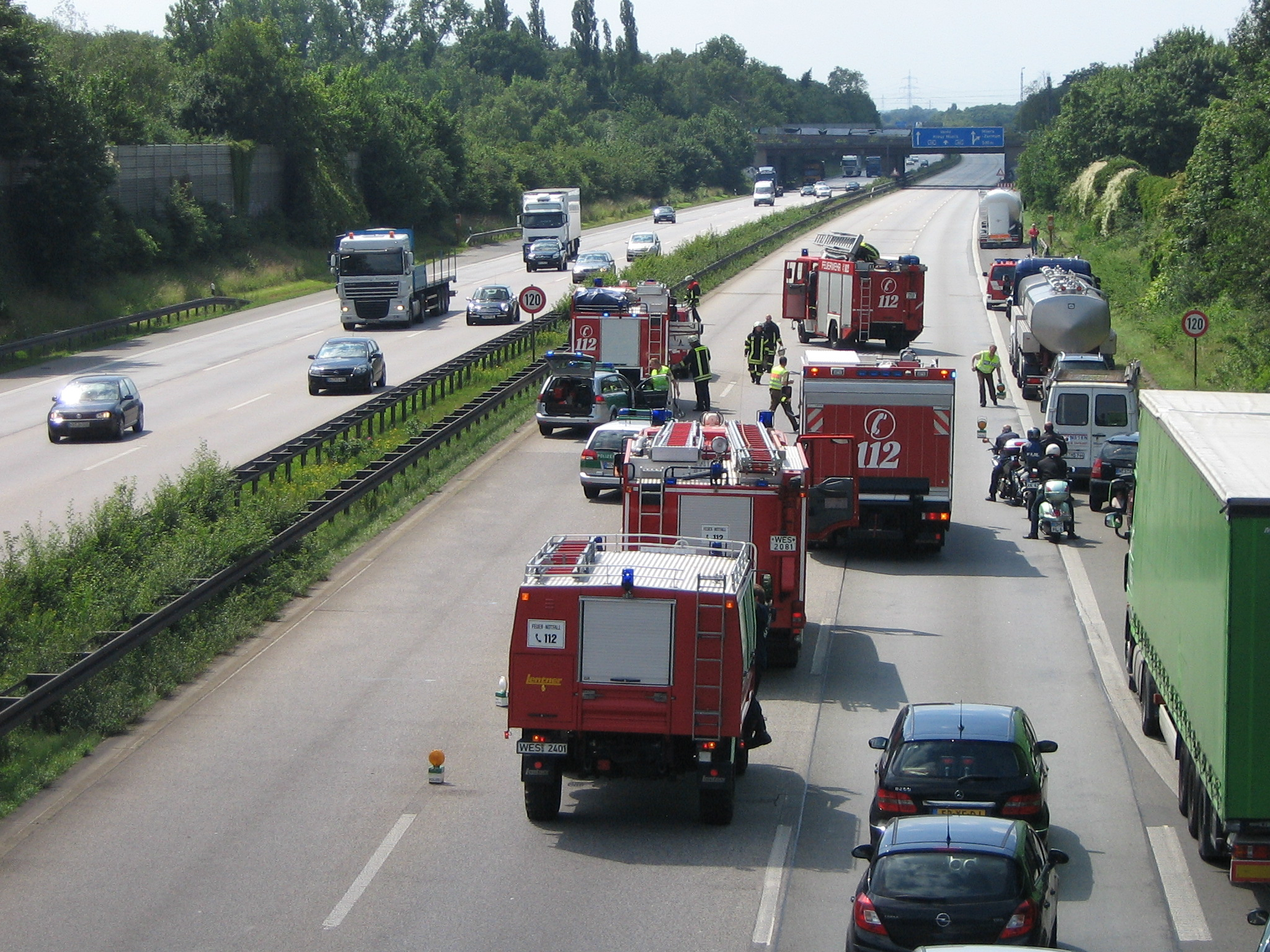
Acidente de carro na A 40, em Moers.

Entre 1970 e 2010, a taxa global de mortes nas rodovias alemãs reduziu em quase 80%, de 19.193 para 3 648. Em relação ao mesmo período de tempo, o número de mortes nas autobahns diminuiu de 945 para 430. Dados de 2013 do Departamento Federal de Estatística (Destatis) evidenciam que o total de óbitos em decorrência do trânsito caiu para o menor número já registrado: 3 340/ano. Um porta-voz do Destatis atribuiu o declínio geral deste índice ao clima de inverno rigoroso que atrasou o início da temporada de viagens com motocicletas.
Em 2012, a principal causa de acidentes nas autobahns era a "velocidade excessiva ou incompatível (com as condições do tempo/trânsito/via)", sendo que: 6 587 dos chamados "acidentes relacionados à velocidade" custaram a vida de 179 pessoas, o que representa quase a metade (46,3%) das 387 mortes registradas nas autobahns naquele ano. No entanto, "o excesso de velocidade" não quer dizer que um limite de velocidade foi excedido, mas que a polícia determinou que pelo menos um condutor viajava rápido demais para as condições da pista ou para as condições meteorológicas no momento do acidente. Foram registradas ainda 22 mortes por 1 000 colisões com feridos, uma taxa mais baixa do que as 29 mortes por 1 000 acidentes com feridos nas estradas rurais convencionais, que por sua vez foi cinco vezes maior do que o verificado em vias urbanas - as velocidades são mais altas em estradas rurais e autobahns do que em vias urbanas, aumentando o potencial de gravidade de um acidente.
Entre 2014 e 2015, houve um aumento de 4,57% no total de acidentes de tráfego, sendo +6,41% nas autobahns, +2,45% nas estradas rurais e +0,09% nas vias urbanas. Este foi o terceiro ano consecutivo com aumentos nos números de acidentes com danos pessoais nas autobahns (12,7% em relação a 2012). Nas estradas rurais e vias urbanas, houve um aumento respectivo de 0,84% e 1,51% em relação ao mesmo período. Enquanto que em 2015 o número de fatalidades de ciclistas no trânsito diminuiu em 3,28% em relação ao ano anterior, o número de óbitos de pedestres aumentou em 2,68%, o de motociclistas em 4% e o de passageiros de carros em 2,86%, na comparação com o mesmo período. Ainda que outros fatores desempenhem um papel importante na progressão a longo prazo dos números de acidentes e de fatalidades no trânsito, mais uma vez em 2015, como em 2014, o inverno relativamente suave e quente e o início da primavera foram considerados fatores prováveis do aumento do uso das estradas. Além disso, o bom desempenho econômico da Alemanha em 2015 levou a um aumento da quilometragem anual de veículos na comparação com anos anteriores.
Com base em dados provisórios, estima-se que 3.206 pessoas perderam a vida nas estradas alemãs em 2016, representando um decréscimo de mais de 7% em relação a 2015. Isto representa uma mudança positiva após dois anos consecutivos de aumentos no número de mortes nessas localidades (1,1% em 2014 e 2,4% em 2015).
Ao mesmo tempo, o número de acidentes com feridos aumentou 0,6% e o número de feridos rodoviários aumentou 0,7%, após um aumento em 2014 e uma estagnação em 2015. Após dois anos de aumento no número de motociclistas vítimas de acidentes mortais, 2016 registrou uma queda de 16% nessa categoria. O número de ocupantes de veículos de mercadorias fatalmente feridos diminuiu 9%, assim como as mortes entre os pedestres. O número de feridos graves e ligeiramente feridos entre os ciclistas aumentou em 2016, o que se deve, em grande parte, ao aumento do número de usuários de bicicletas elétricas, também conhecidas como pedelecs.
Como nos anos anteriores, a maioria dos acidentes de trânsito registrados em 2017 ocorreu em vias urbanas. Isso se aplica a quase três quartos (73,2%) de todos os acidentes registrados pela polícia e a mais de dois terços (68,6%) de todos os acidentes com feridos. Nas vias urbanas, houve também mais acidentes com feridos (66,7% de todos os feridos leves e 52,6% de todos os gravemente feridos). Por outro lado, 56,4% das mortes em acidentes de trânsito ocorreram em estradas rurais; nas vias urbanas foi de 30,7% e nas rodovias 12,9%. O gráfico abaixo aponta os números de acidentes envolvendo danos pessoais por localidade ocorridos em 2017, em %.
- Acidentes envolvendo danos pessoais
- Mortes
- Feridos graves
- Feridos leves

O perigo de acidentes fatais em estradas rurais é, portanto, particularmente alto: se houve 5 mortes por 1 000 acidentes com feridos em vias urbanas, houve 24 fatalidades em estradas rurais e 20 fatalidades em rodovias, pois as velocidades costumam ser mais altas nessas localidades. Nas estradas rurais, há também fatores de risco crescentes, como a falta de segregação do tráfego, oportunidades de ultrapassagem, travessias ou obstáculos desprotegidos, como árvores ao lado da estrada. No entanto, muitas melhorias foram realizadas desde a década de 1990, tais como construção de rotatórias para gerenciar interseções e proteção em guard rails para evitar ferimentos graves em motociclistas. Ainda assim, os acidentes de trânsito representam um custo significativo para a sociedade alemã, estimado em cerca de 34,44 bilhões de euros em 2015, ou 1,1% do PIB do país. Estima-se que, desde 2005, os custos de acidente aumentaram 9%.
| Custos de acidentes de trânsito em 2015 (em €) | Custos de acidentes de trânsito em 2015 (em €) | Custos de acidentes de trânsito em 2015 (em €) |
| Tipo                                           | Custo Unitário                                 | Total                                          |
| ---------------------------------------------- | ---------------------------------------------- | ---------------------------------------------- |
| Fatalidades                                    | 1 191 937                                      | 4,13 bilhões                                   |
| Hospitalizações                                | 123 510                                        | 8,40 bilhões                                   |
| Lesões leves                                   | 5 139                                          | 1,79 bilhão                                    |
| Danos materiais                                | n.d                                            | 20,13 bilhões                                  |
| Total                                          | -                                              | 34,44 bilhões                                  |
| Total em % do PIB (a preços constantes)        | -                                              | 1,1%                                           |

O Instituto Federal de Pesquisas Rodoviárias calcula o custo dos acidentes rodoviários em uma base anual. O custo dos acidentes de trânsito para a economia nacional da Alemanha é baseado na abordagem de capital, englobando os custos de danos pessoais e danos às mercadorias. Os custos calculados incluem:
- custos diretos (tratamento médico, reparação/substituição de veículos);
- custos indiretos (serviços policiais, sistema legal, administração de seguros, substituição de funcionários);
- perda de crescimento potencial (incluindo a economia paralela);
- perda de valor agregado do trabalho doméstico e trabalho voluntário;
- custos humanitários; e
- custos do tempo de viagem perdido por causa de acidentes nas autoestradas.

### Comparação internacional
Apenas alguns países publicam relatórios anuais de segurança rodoviária. A Organização para a Cooperação e Desenvolvimento Econômico (OCDE) publicou dados internacionais detalhados de acidentes de trânsito rodoviário ocorridos em 2010 e 2015. A tendência positiva nos últimos anos de baixa do número de mortes rodoviárias não continuou em 2015. Os países membros da Base de Dados Internacional de Trânsito e Acidentes (IRTAD, na sigla em inglês) para os quais os dados estão disponíveis registraram um aumento de 3,3% nas mortes em 2015 em comparação com 2014, embora as fatalidades tenham caído 6,5% em relação a 2010. É provável que níveis mais de altos de mobilidade levados pela recente recuperação econômica experimentada em vários países tenham gerado mais exposição a acidentes. Da mesma forma, os resultados positivos alcançados no início da década atual podem ser parcialmente atribuídos à desaceleração econômica após a crise financeira de 2008, que alterou os padrões de tráfego de várias maneiras.
A mortalidade rodoviária em termos de mortes por 100 mil habitantes difere substancialmente entre as regiões. Os países da IRTAD com as taxas de mortalidade rodoviária mais baixas estão localizados na Europa. Conforme a tabela a seguir, em 2015, três países - Noruega, Suécia e Reino Unido - registraram menos de 3 mortes por 100 mil habitantes. Em outras regiões, no entanto, alguns países têm taxas de mortalidade acima de 10.
| Internacional    | Fatalidades em 2015    | Fatalidades em 2015           | Fatalidades em 2010    | Fatalidades em 2010           |
| País             | Por 100 000 habitantes | Por bilhão veículo-quilômetro | Por 100 000 habitantes | Por bilhão veículo-quilômetro |
| ---------------- | ---------------------- | ----------------------------- | ---------------------- | ----------------------------- |
| Alemanha         | 4,3                    | 4,6                           | 4,5                    | 5,2                           |
| Austrália        | 5,1                    | 4,9                           | 6,1                    | 5,9                           |
| Áustria          | 5,6                    | 5,8                           | 6,6                    | 7,3                           |
| Bélgica          | 6,5                    | 7,3                           | 7,7                    | 8,5                           |
| Canadá           | 5,2                    | 5,1                           | 6,6                    | 6,7                           |
| Coreia do Sul    | 9,1                    | 15,5                          | 11,3                   | 18,7                          |
| Dinamarca        | 3,1                    | 3,4                           | 4,6                    | 5,6                           |
| Eslovênia        | 5,8                    | 6,7                           | 6,7                    | 7,7                           |
| Estados Unidos   | 10,9                   | 7,0                           | 10,7                   | 6,9                           |
| Finlândia        | 4,9                    | 4,9                           | 5,1                    | 5,1                           |
| França           | 5,4                    | 5,9                           | 6,4                    | 7,1                           |
| Irlanda          | 3,5                    | 3,5                           | 4,7                    | 4,9                           |
| Islândia         | 4,9                    | 4,7                           | 2,5                    | 2,5                           |
| Israel           | 3,8                    | 5,9                           | 4,6                    | 7,1                           |
| Japão            | 3,8                    | 6,7                           | 4,6                    | 8,0                           |
| Noruega          | 2,3                    | 2,6                           | 4,3                    | 4,9                           |
| Nova Zelândia    | 6,9                    | 7,4                           | 8,6                    | 9,4                           |
| Países Baixos    | 3,7                    | 4,9                           | 3,9                    | 5,1                           |
| Reino Unido      | 2,8                    | 3,4                           | 3,0                    | 3,8                           |
| República Tcheca | 7,0                    | 14,4                          | 7,7                    | 16,2                          |
| Suécia           | 2,7                    | 3,2                           | 2,8                    | 3,5                           |
| Suíça            | 3,1                    | 4,0                           | 4,2                    | 5,2                           |

Doze países formam um grupo com desempenho relativamente bom, com taxas de mortalidade por 100 mil habitantes de cinco ou menos. Embora a taxa de mortalidade per capita seja útil para comparar o nível de segurança rodoviária de países com níveis semelhantes de desenvolvimento e motorização, a sua utilidade como ferramenta universal para classificar todos os países é limitada. A análise em termos de mortes por distância percorrida é um indicador útil para avaliar o risco de viajar na rede rodoviária. No entanto, apenas 22 países da IRTAD coletam regularmente dados sobre veículos-quilômetros percorridos (VKT, na sigla em inglês). Os dados sobre riscos expressos em termos de mortes por bilhão de veículo-quilômetro são resumidos para esses países. Em 2015, seis países - Noruega, Suécia, Reino Unido, Dinamarca, Irlanda e Suíça - registraram menos de quatro mortes por bilhão de VKT.
A desaceleração do progresso em países que obtiveram sucessos notáveis durante as décadas anteriores e que podem apresentar algumas das taxas mais baixas de fatalidade em todo o mundo também pode apontar para os limites das atuais medidas de segurança e a necessidade de mais inovação nas políticas de segurança no trânsito. Por isso, políticas fortes e inovadoras precisam ser implementadas em todo o mundo no restante da década para alcançar a meta de reduzir pela metade o número de mortes nas estradas até 2020, estabelecidas nos Objetivos de Desenvolvimento Sustentável das Nações Unidas.
| Internacional    | Fatalidades por tipo de estrada* | Fatalidades por tipo de estrada* | Fatalidades por tipo de estrada* |
| País             | Autoestradas                     | Estradas rurais                  | Vias urbanas                     |
| ---------------- | -------------------------------- | -------------------------------- | -------------------------------- |
| Alemanha         | 414                              | 1 997                            | 1 048                            |
| Áustria          | 44                               | 307                              | 128                              |
| Bélgica          | 102                              | 370                              | 224                              |
| Canadá           | 280                              | 702                              | 419                              |
| Coreia do Sul    | 101                              | 2 176                            | 2 344                            |
| Dinamarca        | 16                               | 100                              | 62                               |
| Eslovênia        | 15                               | 66                               | 39                               |
| Espanha          | 75                               | 1 173                            | 441                              |
| Estados Unidos   | 4 342                            | 14 241                           | 12 852                           |
| Finlândia        | 6                                | 189                              | 75                               |
| França           | 298                              | 2 175                            | 988                              |
| Grécia           | 53                               | 352                              | 388                              |
| Hungria          | 34                               | 348                              | 261                              |
| Irlanda          | 6                                | 120                              | 36                               |
| Itália           | 305                              | 1 621                            | 1 502                            |
| Japão            | 171                              | 1 957                            | 2 739                            |
| Lituânia         | 2                                | 172                              | 68                               |
| Luxemburgo       | 3                                | 28                               | 5                                |
| Marrocos         | 238                              | 2 309                            | 1 229                            |
| México           | 912                              | 4 600                            | 2 670                            |
| Nova Zelândia    | 8                                | 227                              | 83                               |
| Polônia          | 61                               | 1 629                            | 1 248                            |
| Portugal         | 61                               | 228                              | 304                              |
| Reino Unido      | 111                              | 1 073                            | 620                              |
| República Tcheca | 31                               | 483                              | 223                              |
| Sérvia           | 59                               | 165                              | 375                              |
| Suécia           | 15                               | 174                              | 58                               |
| Suíça            | 21                               | 113                              | 119                              |

* (*) = Fatalidades que ocorreram dentro de 30 dias após um acidente.
Os desafios prioritários para a segurança no trânsito continuam sendo dirigir alcoolizado, velocidades inapropriadas e não usar cintos de segurança e capacetes motociclísticos. Estes são riscos de segurança comuns em todos os países.
Na Alemanha, entre 1991 e 2015, o número de vítimas fatais diminuiu em 70%, enquanto o número de acidentes com lesões caiu apenas 20,6%. Nos últimos anos (2000-15), o número de mortes diminuiu 54%, enquanto o número de feridos graves diminuiu apenas 34%. A diminuição do número de acidentes e mortes deve-se a várias mudanças em todos os campos da segurança no trânsito: comportamento relacionado à segurança no trânsito e educação, bem como infraestrutura e segurança veicular. As melhorias na segurança rodoviária são devidas a várias medidas tomadas e regulamentos introduzidos nos últimos 10 anos. Alguns destaques incluem: educação em segurança rodoviária nas escolas; programa de condução acompanhada e proibição de álcool para condutores principiantes; auditorias de segurança rodoviária; gerenciamento de trechos com alta concentração de acidentes; melhorias na segurança passiva e ativa dos veículos; identificação de campos especiais de segurança no trânsito e encontro de soluções, como a exigência de sistemas de retenção, a proteção de árvores na beira das estradas e o acréscimo de proteção nos guardrails para evitar acidentes graves em motociclistas.
Desde 1991, a taxa de mortalidade por 100 mil habitantes diminuiu em 70%, enquanto o número de veículos registados por 1 000 habitantes aumentou 22%. A velocidade inadequada foi um fator em quase 34% dos acidentes fatais e em cerca de 15% dos acidentes com feridos em 2015. A velocidade é frequentemente citada como um fator em combinação com outros comportamentos de alto risco, como dirigir alcoolizado.
O Ministério Federal dos Transportes e Infraestrutura Digital (BMVI, na sigla em alemão) é responsável pela política de transportes e segurança rodoviária a nível nacional. Cada um dos 16 estados federais possui seu próprio Ministério dos Transportes. Esses ministérios podem formular programas de segurança no trânsito de forma independente e são geralmente responsáveis por melhorias na infraestrutura rodoviária em seus próprios estados. As forças policiais são organizadas no nível estadual e a aplicação das leis de trânsito é de responsabilidade de cada estado federal.

#### Brasil
O Departamento de Polícia Rodoviária Federal (DPRF) divulgou os dados de acidentes de trânsito em rodovias federais ocorridos em 2014, em números absolutos. Os "fatores humanos" foram apontados como as causas de 94% dos acidentes, seguidos por "defeitos nos veículos" (4%) e "defeitos nas vias" (2%). A tabela abaixo aponta os números de acidentes por localidade.
| Localidade   | Total de acidentes | Óbitos | Feridos      |
| ------------ | ------------------ | ------ | ------------ |
| Vias urbanas | 89 354             | 2 468  | Indisponível |
| Vias rurais  | 79 239             | 5 759  | Indisponível |
| Total        | 168 593            | 8 227  | 100 396      |

O estudo do DPRF demonstra que as colisões traseiras correspondem a quase 30% dos tipos de acidentes, e ocorrem principalmente pela falta de atenção, por não se guardar distância de segurança do veículo à frente e por conduções em velocidades incompatíveis com as condições de tráfego, da estrada ou meteorológicas. Já as colisões frontais equivalem a quase 35% dos tipos de acidentes fatais, seguidas pelos atropelamentos, com aproximadamente 15%.

## Velocidades de viagens
O governo federal alemão não realiza medições regulares das estimativas de velocidades das viagens. Contudo, um estudo publicado em 1999 pela Agência Federal do Meio Ambiente da Alemanha (UBA, acrônimo alemão) evidenciou uma perspectiva histórica sobre o aumento de velocidade de deslocamento veicular nas autoestradas em mais de uma década. A tabela abaixo aponta os parâmetros de velocidades de viagens em trechos de rodovias no oeste da Alemanha nos anos de 1982, 1987 e 1992.
| Parâmetros                      | Ano                   | Ano                   | Ano                   |
| Carros                          | 1982                  | 1987                  | 1992                  |
| ------------------------------- | --------------------- | --------------------- | --------------------- |
| Velocidade média                | 112,3 km/h (69,8 mph) | 117,2 km/h (72,8 mph) | 120,4 km/h (74,8 mph) |
| Percentil 85 (V85)              | 139,2 km/h (86,5 mph) | 145,1 km/h (90,2 mph) | 148,2 km/h (92,1 mph) |
| % de veículos acima de 130 km/h | 25,0                  | 31,3                  | 35,9                  |

O estudo analisou que a proporção das velocidades mais elevadas em relação a recomendada de 130 km/h (81 mph) aumentou de 25% para 36% durante o período de 1982-1992. Em trechos de fluxo livre em 1992, a velocidade média registrada foi de 132 km/h (82 mph), sendo que mais da metade dos condutores (51%) excederam a velocidade recomendada em tais seções.
Em 2006, foram registradas velocidades por meio de sensores de detecção automática em dois locais do estado de Brandemburgo: em um trecho de 6 pistas da A 9 próximo à cidade de Niemegk, com velocidade recomendada de até 130 km/h (81 mph), e em um trecho de 4 pistas da A 10 próximo ao município de Groß Kreutz, com limite obrigatório de 120 km/h (75 mph). Os resultados são mostrados a seguir.
| Velocidade média em trecho de cruzamento da Autobahn | Velocidade média em trecho de cruzamento da Autobahn | Velocidade média em trecho de cruzamento da Autobahn |
| Velocidade Regulamentada                             | 130 km/h (recomendada)                               | 120 km/h (obrigatória)                               |
| Tipo de veículo                                      | A 9 (6 pistas)                                       | A 10 (4 pistas)                                      |
| ---------------------------------------------------- | ---------------------------------------------------- | ---------------------------------------------------- |
| Carros                                               | 141,8 km/h (88,1 mph)                                | 116,5 km/h (72,4 mph)                                |
| Caminhões                                            | 88,2 km/h (54,8 mph)                                 | 88,0 km/h (54,7 mph)                                 |
| Ônibus                                               | 97,7 km/h (60,7 mph)                                 | 94,4 km/h (58,6 mph)                                 |
| Todos os veículos                                    | 131,9 km/h (81,9 mph)                                | 110,1 km/h (68,4 mph)                                |

Nos horários de pico em trechos de "fluxo livre" da A 9, em média mais de 60% dos condutores excederam a velocidade recomendada de 130 km/h (81 mph), e mais de 30% excederam os 150 km/h (93 mph). Além disso, o limite de 80 km/h (50 mph) foi excedido quase que continuamente pelo tráfego de veículos pesados.

## Pedágios

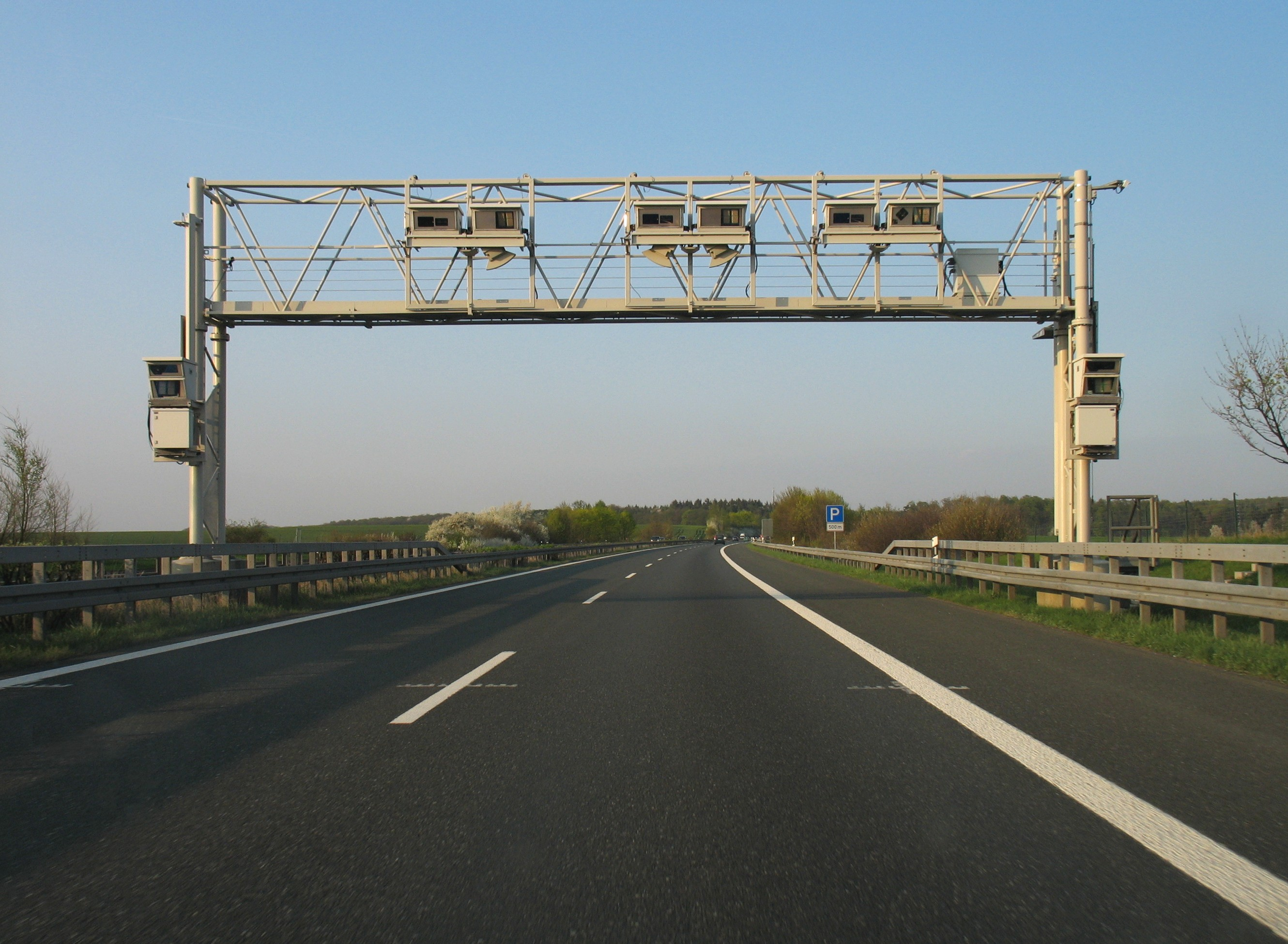
Ponte de pedágio automático na A 81 ao norte de Tauberbischofsheim.

Em 1 de Janeiro de 2005, um novo sistema de pedágios obrigatórios (em alemão: Mautpflicht) chamado de LKW-Maut entrou em vigor para caminhões pesados. Desde 1 de outubro de 2015, os veículos ou conjuntos de veículos com peso bruto igual ou superior a 7,5 toneladas são obrigados a pagar pedágio. A Toll Collect, um empreendimento conjunto liderado pelas companhias Deutsche Telekom, Daimler Financial Services e a francesa Cofiroute, é a responsável pela operação do sistema de cobrança, que envolve o uso de transponders a bordo dos veículos e também de sensores instalados nas autoestradas de todo o país.
As tarifas de pedágio estão estabelecidas na Lei Federal Alemã de Pedágios (BFStrMG, na sigla em alemão). O montante total baseia-se na distância percorrida por um veículo ou uma combinação de veículos em uma autoestrada sujeita à cobrança de pedágio a uma taxa em centavos de euro por quilômetro, que inclui uma quota para a poluição do ar, poluição sonora e custos de infraestrutura incorridos. Desde 1 de janeiro de 2019, essa taxa varia de 9,3 a 26,1 centavos por quilômetro.
A taxação parcial para os custos de infraestrutura é classificada de forma diferente para caminhões de dois até cinco ou mais eixos, variando de 8,0 a 17,4 centavos por quilômetro. Já a taxa parcial para os custos originados com a poluição do ar é determinada de acordo com a classe de emissão, a qual é usada como base para atribuir a cada veículo uma das seis categorias: A, B, C, D, E ou F.
A Alemanha é um dos poucos países europeus a permitir que os condutores utilizem as suas rodovias sem qualquer custo adicional. No entanto, em meados de 2013, Horst Seehofer, então presidente do partido União Social-Cristã (CSU, na sigla em alemão) apresentou a ideia de taxação a todos os veículos pela primeira vez em seu programa eleitoral, evidenciando que a cobrança seria direcionada aos viajantes estrangeiros que conduzissem pelas rodovias alemãs. O projeto se tornou lei em 2015, mas suas disposições iniciais foram bloqueadas pela Comissão Europeia por não atenderem às normas antidiscriminação da União Europeia, além de sofrerem resistência de países vizinhos e estados fronteiriços da Alemanha.
Após rodadas de negociações, o acordo prevê a taxação para motoristas alemães em todas as rodovias federais, com pedágio anual médio de 67 euros, podendo chegar no máximo de 130 euros, a depender do tamanho do motor e do nível de emissões, sendo que o valor será deduzido do imposto automotivo. Já os condutores estrangeiros pagarão apenas para utilizar as autobahns, com taxas que variam pela frequência de utilização do sistema (dez dias, entre 2,50 e 25 euros; dois meses, entre 7 e 50 euros, e anual), dependendo do veículo. Motoristas de veículos à gasolina, bem como os da classe Euro 6 pagarão menos que os de veículos a diesel, que poluem mais. Em janeiro de 2017, o governo alemão aprovou a medida de se impor pedágios obrigatórios em suas autoestradas, o que deve se tornar lei assim que for assinada pelo presidente Frank-Walter Steinmeier, depois da eleição geral em setembro de 2017.

## As leis de trânsito e suas aplicações

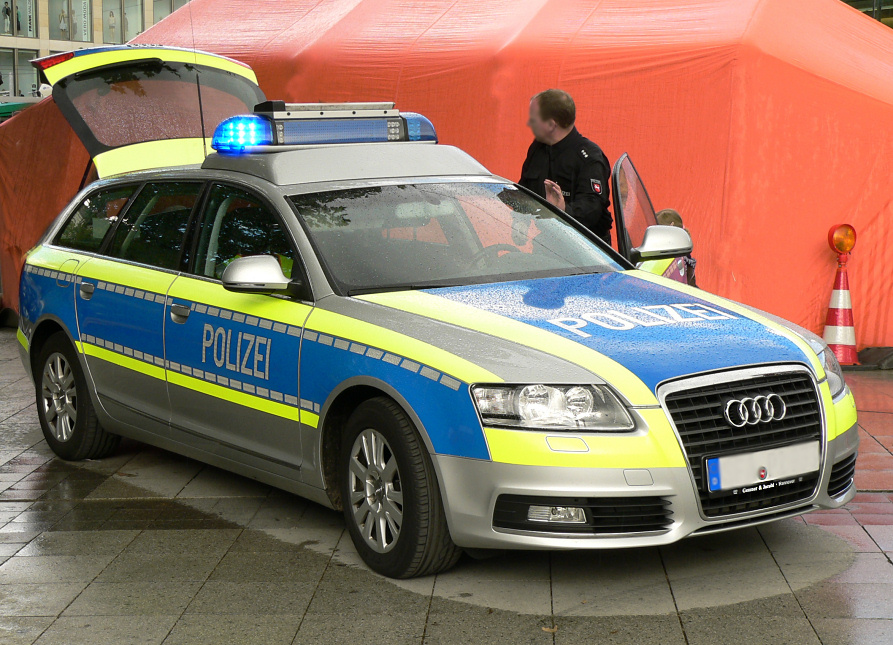
Carro de alta visibilidade da polícia de trânsito da Baixa Saxônia.

O trânsito de veículos terrestres na Alemanha é regulado pela "Ordem de Tráfego Rodoviário" (em alemão: Straßenverkehrs-Ordnung, StVO abreviado) e a aplicação das leis nas autobahns é realizada pela polícia de trânsito (em alemão: Autobahnpolizei) de cada estado, utilizando-se frequentemente de carros e motocicletas da polícia sem identificação, os quais geralmente são equipados com câmeras de vídeo, permitindo assim a aplicação mais fácil das leis, como nas situações em que o condutor de um veículo pressiona o que está a sua frente para abrir passagem, uma conduta considerada perigosa e ilegal.
No caso de a polícia de trânsito suspeitar de alguma irregularidade ou identificar uma violação de condução, a abordagem inicial é a de sinalizar com uma pequena placa com a advertência "Pare. Polícia" (em alemão: Halt. Polizei), ou então um sinal luminoso intermitente na parte de trás do veículo com a mensagem "Polícia. Por favor, siga-me" (em alemão: Polizei. Bitte folgen). Nessas situações, as gravações em vídeo são utilizadas como prova se a violação for contestada. Leis notáveis incluem as seguintes:
- A faixa da direita deve ser usada sempre quando o tráfego estiver livre (em alemão: Rechtsfahrgebot) e a faixa da esquerda é geralmente destinada apenas para ultrapassagens, a menos que o tráfego esteja demasiado denso para justificar a condução apenas na faixa da direita.[151] É permitido dar breves toques de buzina ou de farol ao veículo que está imediatamente a frente, a fim de indicar a intenção de ultrapassar, mas uma distância segura deve ser mantida,[152] de outra forma tais ações podem ser interpretadas como violações das leis anticoerção do país, puníveis como crime e com penalidades que podem gerar multas, suspensão da carteira de habilitação e até prisão.[151]
- As penalidades para condutas coercitivas no trânsito - tais como as expostas acima - foram aumentadas em maio de 2014, com multa máxima de 400 euros e três meses de suspensão da habilitação. Como regra geral, a distância de seguimento do veículo à frente deve ser tão grande que permita ao condutor que vem atrás frear com segurança, mesmo que subitamente. Quem dirige à frente, não deve frear com força sem razão convincente.[153]

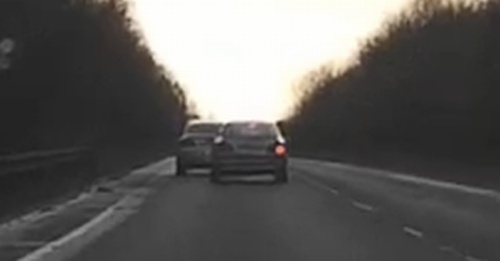
Motorista trafega ilegalmente na faixa da esquerda, enquanto outro tenta ultrapassá-lo sem manter uma distância segura de seguimento.

- Ultrapassar pela direita é um ato estritamente proibido, exceto quando preso em engarrafamentos.[3] Até uma velocidade de 80 km/h (50 mph), é permitida a passagem de carros no lado direito se a diferença de velocidade não for superior a 20 km/h (12 mph), ou se o veículo na faixa da esquerda estiver parado. Isso não é referido como ultrapassagem, mas passagem. Assim, mesmo se o carro ultrapassado estiver ocupando ilegalmente a faixa da esquerda, não é uma desculpa aceitável; em tais casos, a polícia vai rotineiramente parar e multar os dois condutores. No entanto, há exceções que podem ser avaliadas pelas autoridades de acordo com o caso.
- Se o nível de álcool no sangue do condutor for superior a 0,5 g/l, as sanções incluem multas e suspensão da licença para dirigir na Alemanha. Condutores com níveis de álcool no sangue entre 0,3-0,5 g/l podem ter as suas licenças suspensas se comprovado o prejuízo da capacidade de condução.[131] Além disso, o nível de álcool no sangue deve ser zero para motoristas menores de 21 anos e para condutores que tenham a sua licença há menos de 2 anos, sendo que se for detectada até mesmo uma pequena quantidade de álcool no sangue desses condutores, a multa é de 250 euros;[154] profissionais que transportam passageiros ou mercadorias perigosas são proibidos de conduzir sob efeito de álcool.[131]
- Em um engarrafamento, os motoristas devem formar uma faixa de emergência (em alemão: Rettungsgasse) para permitir que os serviços de emergência possam chegar ao local do acidente. Nessas situações, a "faixa" livre é formada entre as duas pistas da esquerda.[155] Desde julho de 2017, os infratores enfrentam uma multa mínima de 200 euros e pontos na licença por não abrirem caminho para ambulâncias, caminhões de bombeiros e veículos policiais. Nos casos em que houver perigo à vida e danos aos veículos oficiais, os infratores podem ter que pagar 320 euros e perder suas licenças por um mês.[42]

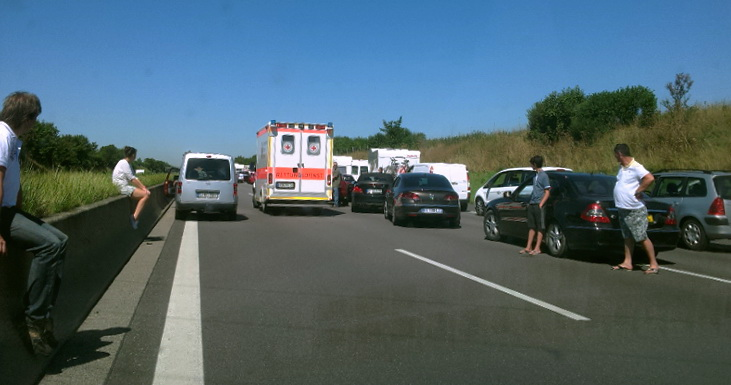
Veículo de emergência trafega entre as duas faixas da esquerda para resgatar feridos de acidente na A 8, em Olching.

- Obter imagens de cenas de acidentes, mesmo em engarrafamentos, é absolutamente proibido. Sob leis mais rígidas introduzidas em maio de 2017, os infratores podem receber sentenças de até um ano de prisão. A medida visa coibir a divulgação de cenas de acidentes em mídias sociais, evitar que se coloque outros motoristas em risco e o atraso dos socorristas.[42]
- Na Alemanha, há um dever geral de resgate. Portanto, se houver um acidente, o Código Penal (em alemão: Strafgesetzbuch, abreviado StGB) estipula no parágrafo "323c" que o condutor é obrigado a parar e ajudar nas circunstâncias em que a sua ajuda for necessária e razoável, sem perigo pessoal significativo e sem violar outros deveres importantes. Se o condutor não o fizer, pode até ser processado, estando sujeito à prisão por um ano ou uma multa. A ajuda só não é necessária se a vítima recusar a assistência, se houver risco à quem presta socorro ou se houver socorristas suficientes no local.[156]
- Treinamento de primeiros socorros é obrigatório para a obtenção de uma carta de condução na Alemanha, e todo veículo tem que transportar um kit de primeiros socorros (em alemão: Pkw-Verbandkasten) e um colete refletor ou fluorescente, sendo obrigatório o transporte do colete no compartimento de passageiros e não no porta-malas; o transporte de um extintor de incêndio (em alemão: Feuerlöscher) não é obrigatório.[157][158]
- É ilegal parar por qualquer motivo nas autobahns, exceto em situações de emergência, e quando inevitáveis, como em engarrafamentos ou por estar envolvido em acidentes. Isto inclui a parada em vias de emergência (acostamentos). Ficar sem combustível na via é considerado por lei um acontecimento evitável, pois há postos de gasolina adjacentes às autobahns aproximadamente a cada 50–55 km (31-34 mi). Nesses casos, os condutores podem ser multados e serem suspensos de dirigir por até seis meses. Em alguns casos (se houver perigo direto à vida e à integridade física ou à propriedade, por exemplo, como veículos e infraestruturas rodoviárias), pode também ser considerado um crime e o condutor receber uma pena de prisão de até 5 anos.

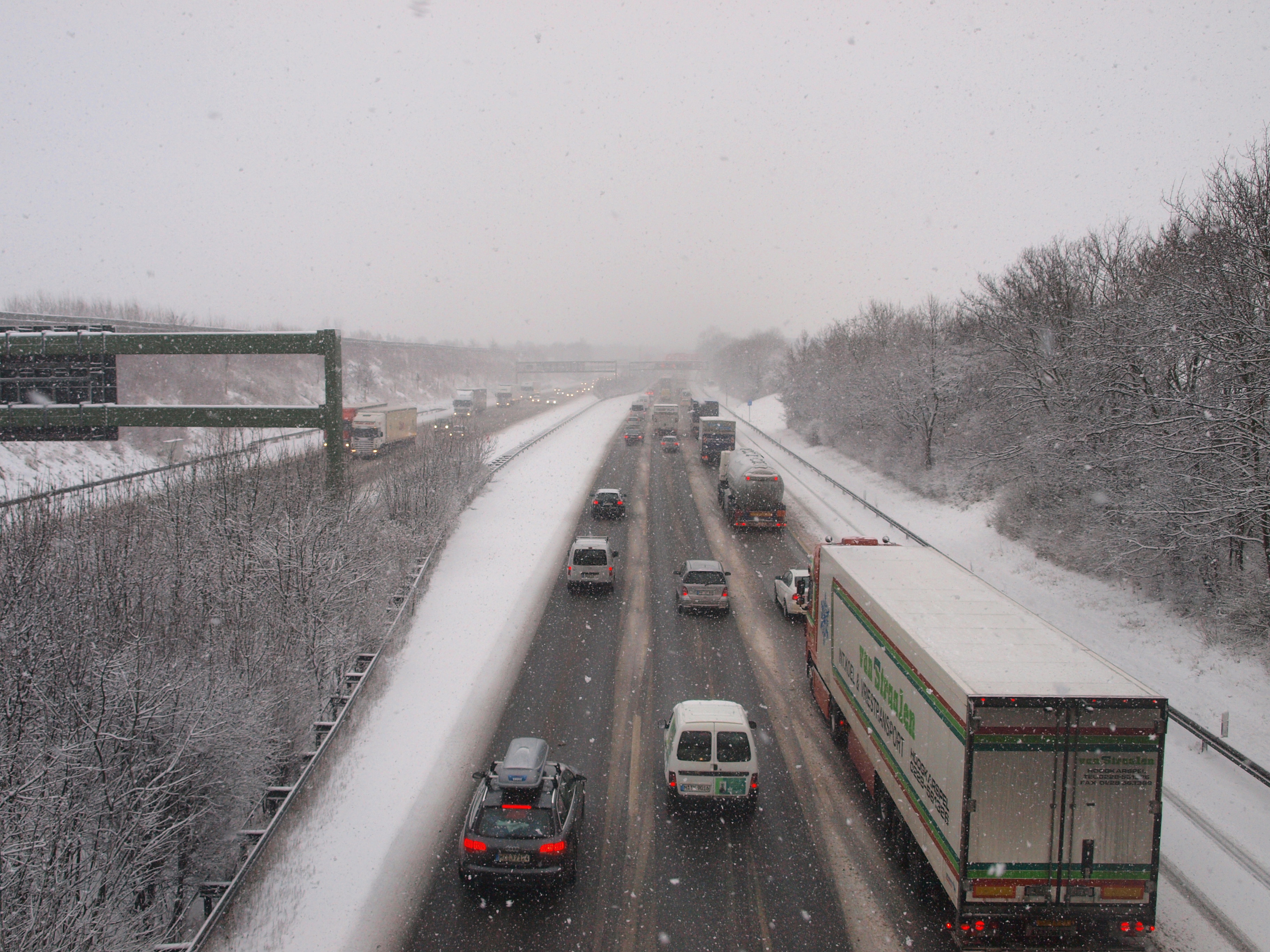
No inverno, a neve é prensada e empurrada para fora das faixas, criando "trilhas" onde todos circulam constantemente. Na imagem, trecho da A 99, em 2009.

- Pneus do tipo "lama + neve" (Matsch und Schnee, em alemão), também marcados como M + S ou "todas as estações" são aceitáveis no inverno, mas pneus projetados especificamente para a neve funcionam melhor do que pneus para todos os climas. Desde janeiro de 2018, todos os pneus de inverno fabricados devem ser marcados com o Alpine-Symbol (uma montanha de 3 picos com um floco de neve no centro). Pneus "todas as estações" ou pneus de inverno marcados com M + S e produzidos antes de 2018 são aprovados para uso até 30 de setembro de 2024.[159]
- A lei alemã atualizada pelo Bundestag que exige o uso de pneus de inverno não especifica datas, mas muitos motoristas alemães cumprem a regra geral de "von O bis O" ("de O para O"), o que significa que os pneus de neve devem ser colocados em outubro e permanecem até a "Ostern" (Páscoa). O não cumprimento desta legislação pode acarretar em multas de 80 euros ou mais ou em consequências legais ao condutor em caso de um acidente,[159] além de resultar em problemas com a cobertura do seguro, tanto de automóveis quanto pessoais. É de responsabilidade do condutor também garantir que o seu carro de aluguel tenha pneus de inverno nas situações em que o uso deles for necessário.

## Cultura popular

### Documentários
- Reichsautobahn, dirigido por Hartmut Bitomsky e lançado na Alemanha Ocidental, em 1986.[160]
- Wie die Autobahn ins Rheinland kam, escrito e dirigido por Carsten Günther e lançado na Alemanha, em 2009.[161]

### Música
- Autobahn, uma música do albúm homônimo da banda alemã Kraftwerk, lançada em 1974.[162]

### Vídeo game
- Os jogos Need for Speed: ProStreet,[163] Burnout 3: Takedown, Burnout Dominator e Euro Truck Simulator 2 usaram a Autobahn como uma de suas pistas.[164] Em Burnout 3: Takedown, a pista foi nomeada como "Alpine",[165] enquanto que em Burnout Dominator foi dividida em duas ("Autobahn" e "Autobahn Loop").[166] No jogo Need for Speed: Porsche Unleashed, também há uma pista em que o jogador interage em diferentes trechos das autobahns.[167] O jogo Crash Time: Autobahn Pursuit se passa inteiro na Autobahn.[168] Em Gran Turismo 5 e Gran Turismo 6, um troféu é concedido para os jogadores que percorrerem uma distância equivalente ao comprimento total do sistema Autobahn.[169][170] Em dezembro de 2010, as empresas Synetic e Conspiracy Entertainment lançaram em conjunto o jogo Alarm für Cobra 11 – Die Autobahnpolizei, que caracteriza-se numa corrida do mundo real baseada na popular série de televisão alemã homônima sobre uma dupla da equipe de polícia de trânsito do país.[carece de fontes?]